# Странствующий голубь
Стра́нствующий го́лубь (лат. Ectopistes migratorius) — вымерший вид птиц из семейства голубиных, выделяемый в монотипический род Ectopistes. Его названия на разных языках связаны со склонностью этого вида к миграциям: голуби постоянно мигрировали огромными стаями в поисках пищи, укрытий и мест гнездования. Птицы были размером около 40 см в длину, имели в основном серую верхнюю и более светлую нижнюю части туловища, переливающееся бронзовое оперение на шее и чёрные пятна на крыльях. В размерах и окраске наблюдался половой диморфизм, самки были мельче и темнее. Вид обитал в лиственных лесах восточной части Северной Америки, а размножался главным образом близ Великих озёр. Рацион в основном составляли семена деревьев, плоды растений и беспозвоночные.
В Северной Америке в XVI—XVIII веках этот вид был самой многочисленной птицей, максимальная численность которой достигала от 3 до 5 миллиардов особей. Охота на странствующих голубей велась ещё коренными американцами, её масштабы существенно увеличились в XIX веке с расселением на континенте европейцев. Голубиное мясо использовалось в качестве дешёвого продовольствия. На снижение численности вида и его последующее вымирание повлияли и другие факторы: массовый забой крупных гнездовых колоний и повсеместная вырубка лесов, уничтожившая его естественную среду обитания. Исчезновение странствующего голубя является классическим примером истребления человеком массового, насчитывавшего миллиарды особей вида в результате неограниченной охоты и уничтожения среды обитания. Последняя дикая особь предположительно была убита в 1901 году, а 1 сентября 1914 года в зоопарке Цинциннати умер последний представитель этого вида — самка по имени Марта.

## Таксономия

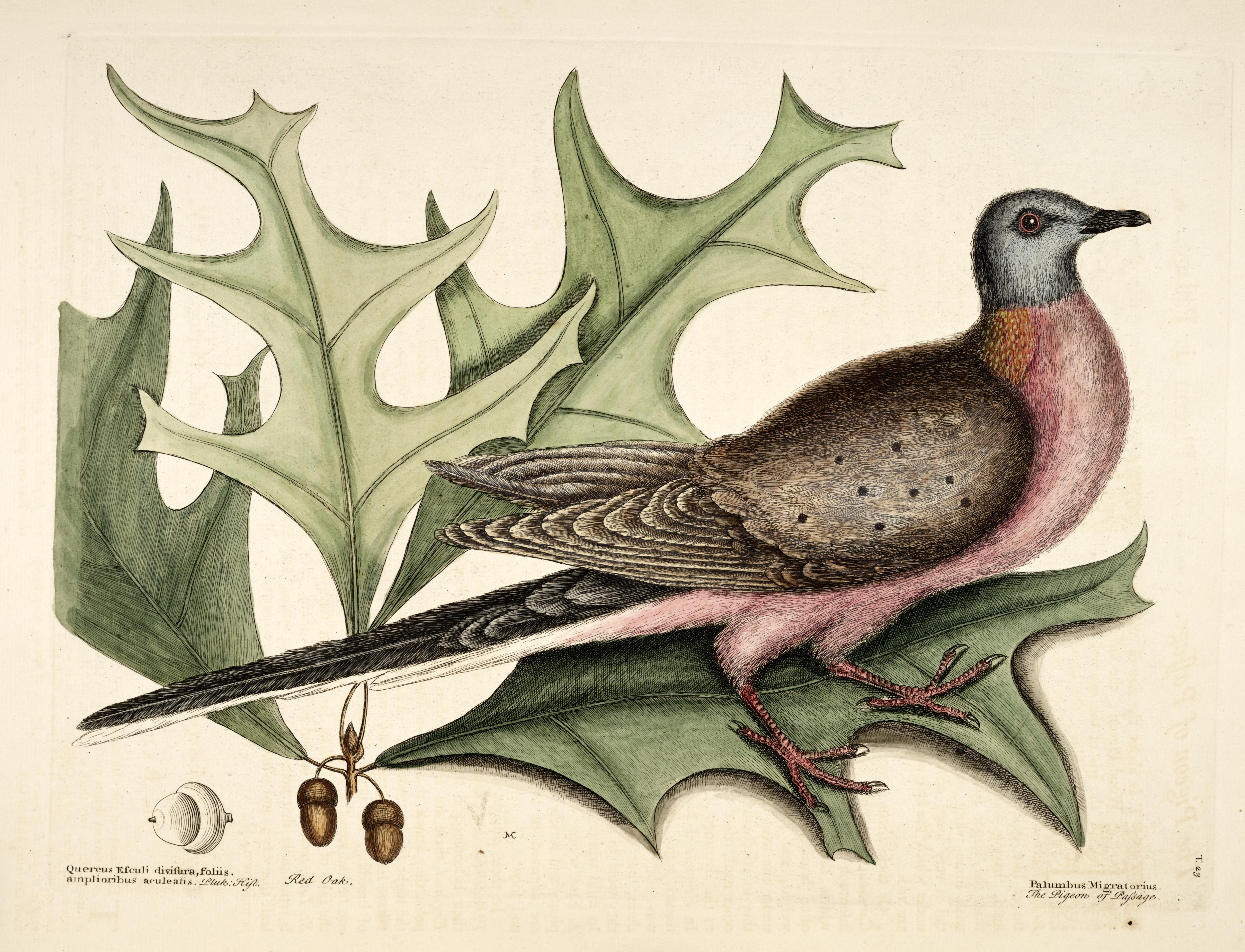
Ранняя опубликованная иллюстрация странствующего голубя (самца), созданная Марком Кейтсби в 1731 году

В работе Марка Кейтсби «Естественная история Каролины, Флориды и Багамских островов», опубликованной в 1731—1743 годах, впервые появилось изображение странствующего голубя, описанного как Palumbus migratorius. В 1758 году в своей работе «Система природы» шведский натуралист Карл Линней объединил этот вид с описанием плачущей горлицы, сделанным Джорджем Эдвардсом в 1743 году. В обеих работах птица получила научное название Columba macroura. В 1766 году в очередной редакции «Системы природы» Линней присвоил странствующему голубю имя C. migratoria, а плачущей горлице — C. carolinensis, полностью отказавшись от C. macroura. Он также добавил для странствующего голубя название C. canadensis, воспользовавшись описанием, сделанным в 1760 году Матюреном-Жаком Бриссоном, который собственноручно поймал самку странствующего голубя и дал ему название Turtur canadensis. Маловероятно, что Линней видел этих птиц.
В 1827 году Уильям Джон Свенсон выделил странствующего голубя в новый монотипический род Ectopistes, поскольку длина его крыльев и клиновидная форма хвостового оперения отличались от других видов голубиных. В 1906 году Аутрам Бэнгс предположил, что раз Линней полностью скопировал текст Кейтсби, то название C. macroura в полной мере относится к странствующему голубю, как и название Ectopistes macroura. В 1918 году Гарри Оберхольсер отметил номенклатурный приоритет названия C. canadensis (а значит и E. canadensis) над С. migratoria, так как в книге Линнея оно появляется раньше. В 1952 году Фрэнсис Хемминг предложил Международной комиссии по зоологической номенклатуре закрепить видовое название macroura за плачущей горлицей, а migratorius — за странствующим голубем, поскольку так было написано в работах, которые Линней взял за основу для своего описания. В 1955 году предложение было принято комиссией, которая закрепила за этими видами новые названия.

### Происхождение

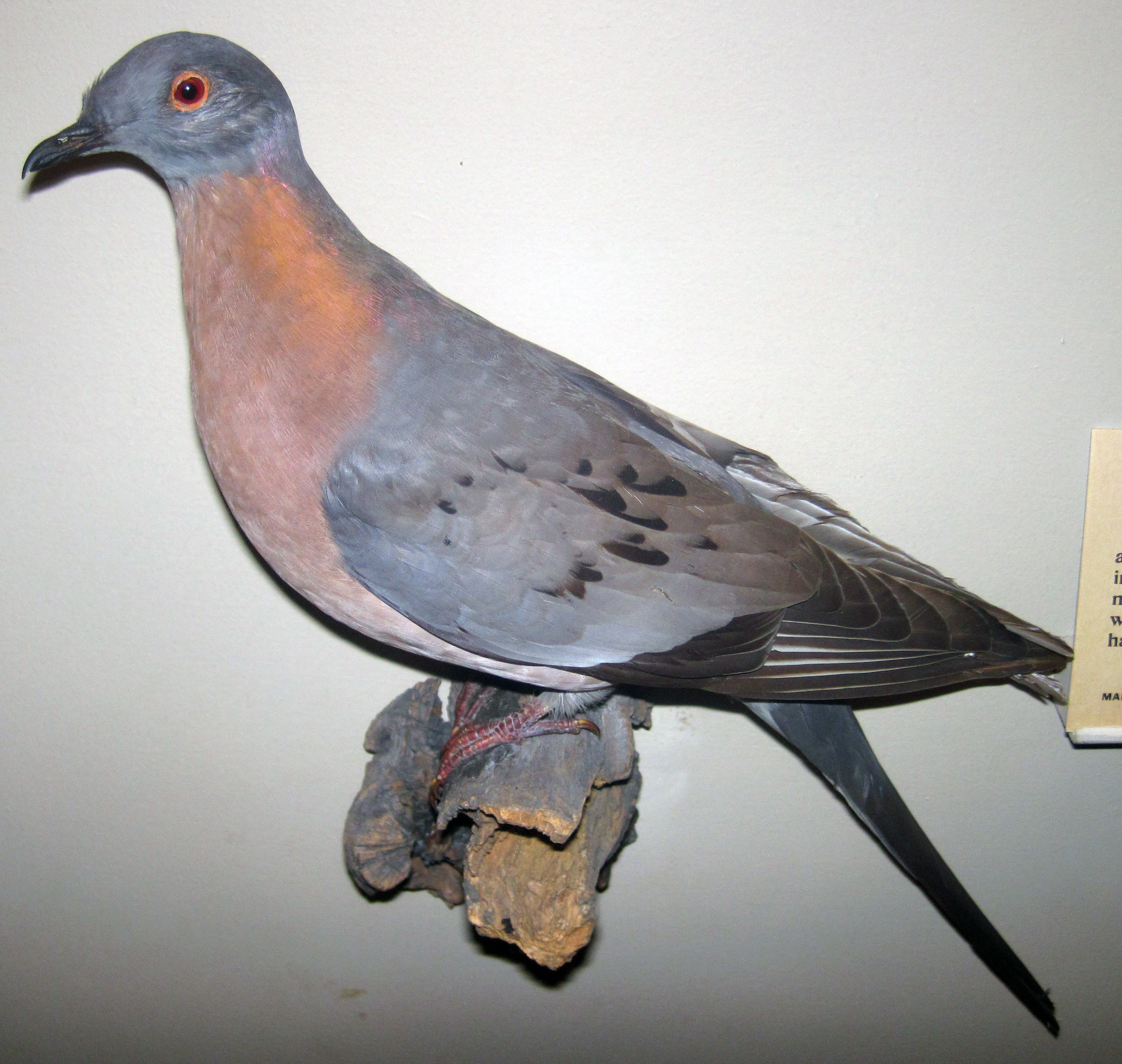
Чучело самца странствующего голубя в Филдовском музее естественной истории

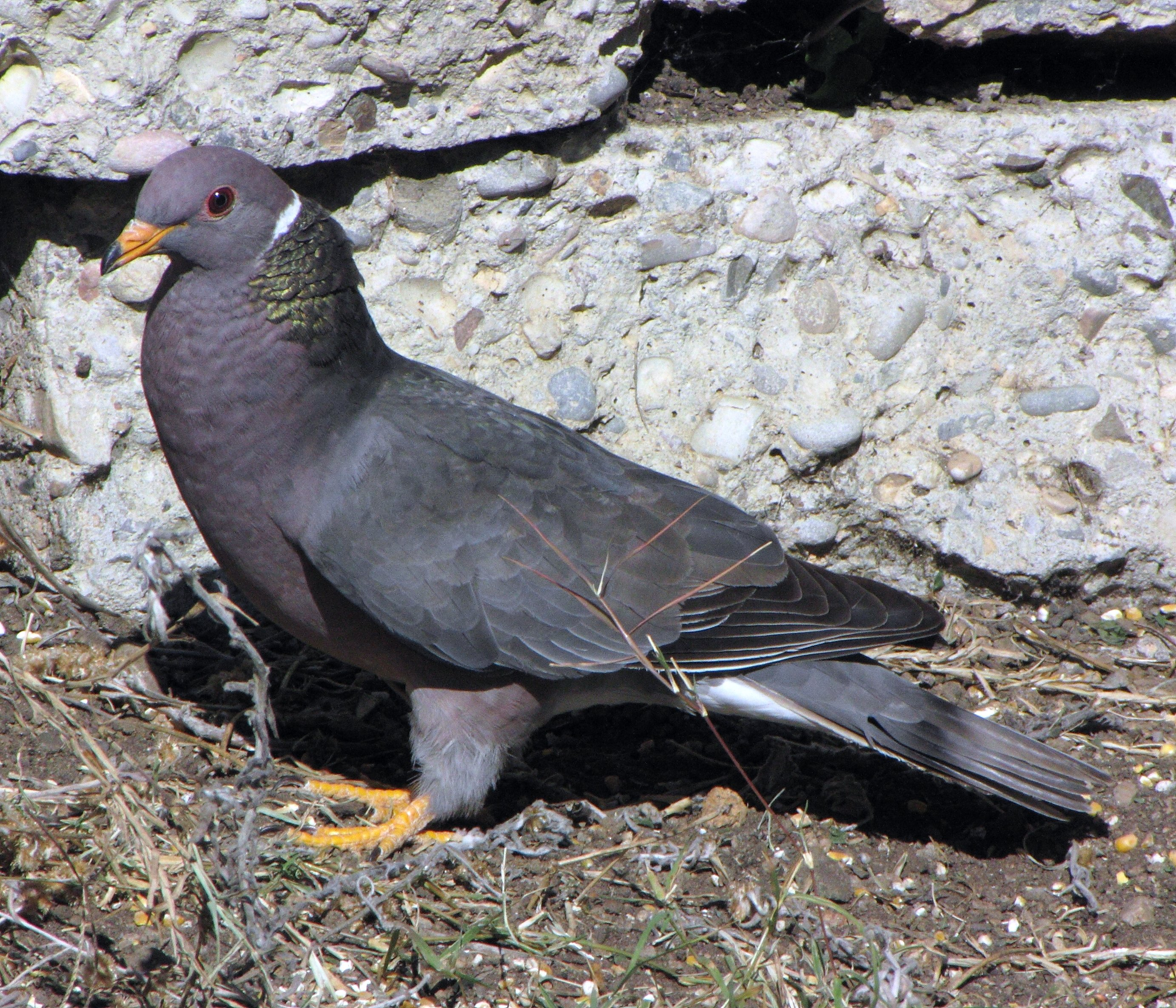
Полосатохвостый голубь, представитель рода Patagioenas

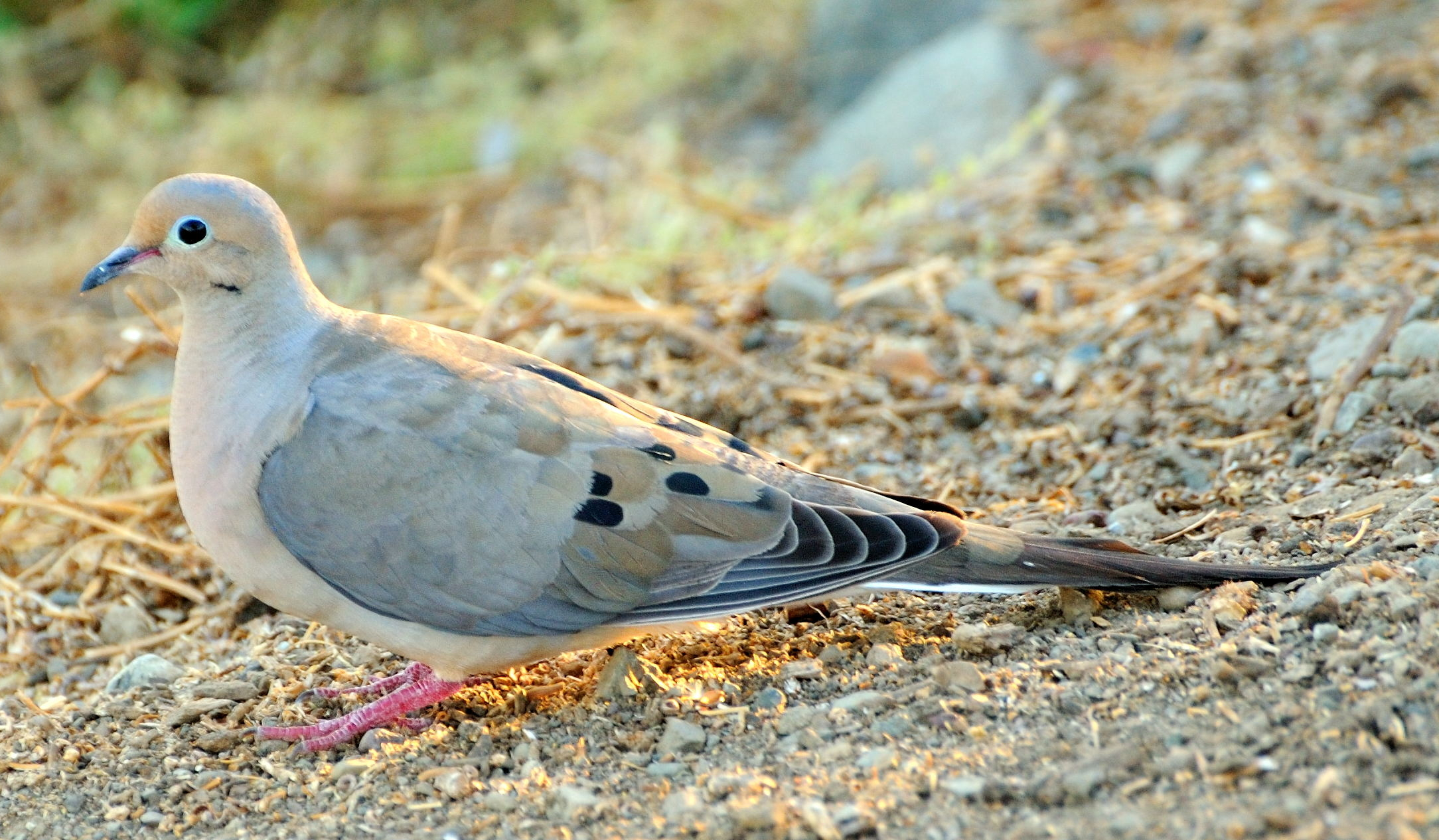
Схожая по строению плачущая горлица, не являющаяся близким родственником странствующего голубя

Долгое время из-за морфологического сходства ближайшими родственниками странствующего голубя считались горлицы-зенайды (Zenaida), особенно плачущая горлица (Zenaida macroura). Выдвигалось даже предположение, что плачущая горлица принадлежит к роду Ectopistes, Томас Брюэр в 1840 году присваивал ей видовое название Ectopistes carolinensis. Существовало также мнение, что странствующий голубь произошёл от горлиц-зенайд, приспособившись к равнинным лесам центральной части Северной Америки. Странствующий голубь отличался от зенайд крупными размерами, отсутствием полос на голове, наличием полового диморфизма, переливающимся шейным оперением, а также тем, что откладывал небольшое количество яиц. В исследовании 2002 года, проводившемся под руководством американского генетика Бета Шапиро, сестринской группой странствующих голубей были названы кукушковые горлицы (Macropygia). Кроме того, выяснилось, что горлицы-зенайды находятся в близком родстве с земляными голубями (Geotrygon) и голубями-лептотилами (Leptotila).
Более подробное исследование 2010 года установило, что ближайшими родственниками странствующего голубя являются голуби рода Patagioenas, в том числе полосатохвостый голубь из западной части Северной Америки. Они, в свою очередь, приходятся родственниками тёмным голубям (Turacoena), кукушковым горлицам и длиннохвостым голубям (Reinwardtoena) из Юго-Восточной Азии. Вымерший вид также находится в родстве с настоящими голубями (Columba) и обыкновенными горлицами (Streptopelia). Авторы исследования полагали, что предки странствующего голубя начали колонизацию Нового Света из Юго-Восточной Азии, сумев пересечь Тихий океан или Берингию. В 2012 году впервые был проведён генетический анализ ядерной ДНК странствующего голубя, подтвердивший родство с голубями Patagioenas. Авторы новой работы, в отличие от исследования 2010 года, пришли к выводу, что общие предки странствующего голубя и его родственников из Старого Света могли появиться в неотропическом регионе Нового Света.
ДНК старых музейных экспонатов часто разрушается и имеет разрывы в последовательностях, поэтому для улучшения методов анализа и сбора генома используются чучела. Образцы ДНК чаще всего берутся из подушечек пальцев, поскольку это можно сделать без ущерба экспонатам.
Ниже приведена кладограмма, созданная по результатам генетического исследования 2012 года. Кладограмма показывает систематическое положение странствующего голубя среди его ближайших родственников:

|  | \| \| Macropygia (Кукушковые горлицы) \| \| \| \| \| \| Reinwardtoena (Длиннохвостые голуби) \| \| \| \| |
|  | |
|  | Turacoena (Тёмные голуби)                                                                                |
|  | |
|  | Macropygia (Кукушковые горлицы)                                                                          |
|  | |
|  | Reinwardtoena (Длиннохвостые голуби)                                                                     |
|  | |

|  | Macropygia (Кукушковые горлицы)      |
|  |                                      |
|  | Reinwardtoena (Длиннохвостые голуби) |
|  |                                      |

|  | Columba (Настоящие голуби) |
|  |                            |
|  | Streptopelia (Горлицы)     |
|  |                            |

|  | \| \| Macropygia (Кукушковые горлицы) \| \| \| \| \| \| Reinwardtoena (Длиннохвостые голуби) \| \| \| \| |
|  | |
|  | Turacoena (Тёмные голуби)                                                                                |
|  | |
|  | Macropygia (Кукушковые горлицы)                                                                          |
|  | |
|  | Reinwardtoena (Длиннохвостые голуби)                                                                     |
|  | |

|  | Macropygia (Кукушковые горлицы)      |
|  |                                      |
|  | Reinwardtoena (Длиннохвостые голуби) |
|  |                                      |

|  | Columba (Настоящие голуби) |
|  |                            |
|  | Streptopelia (Горлицы)     |
|  |                            |

|  | Patagioenas                       |
|  |                                   |
|  | Ectopistes (Странствующие голуби) |
|  |                                   |

|  | \| \| Macropygia (Кукушковые горлицы) \| \| \| \| \| \| Reinwardtoena (Длиннохвостые голуби) \| \| \| \| |
|  | |
|  | Turacoena (Тёмные голуби)                                                                                |
|  | |
|  | Macropygia (Кукушковые горлицы)                                                                          |
|  | |
|  | Reinwardtoena (Длиннохвостые голуби)                                                                     |
|  | |

|  | Macropygia (Кукушковые горлицы)      |
|  |                                      |
|  | Reinwardtoena (Длиннохвостые голуби) |
|  |                                      |

|  | Columba (Настоящие голуби) |
|  |                            |
|  | Streptopelia (Горлицы)     |
|  |                            |

|  | \| \| Macropygia (Кукушковые горлицы) \| \| \| \| \| \| Reinwardtoena (Длиннохвостые голуби) \| \| \| \| |
|  | |
|  | Turacoena (Тёмные голуби)                                                                                |
|  | |
|  | Macropygia (Кукушковые горлицы)                                                                          |
|  | |
|  | Reinwardtoena (Длиннохвостые голуби)                                                                     |
|  | |

|  | Macropygia (Кукушковые горлицы)      |
|  |                                      |
|  | Reinwardtoena (Длиннохвостые голуби) |
|  |                                      |

|  | Columba (Настоящие голуби) |
|  |                            |
|  | Streptopelia (Горлицы)     |
|  |                            |

|  | Patagioenas                       |
|  |                                   |
|  | Ectopistes (Странствующие голуби) |
|  |                                   |

|  | \| \| Macropygia (Кукушковые горлицы) \| \| \| \| \| \| Reinwardtoena (Длиннохвостые голуби) \| \| \| \| |
|  | |
|  | Turacoena (Тёмные голуби)                                                                                |
|  | |
|  | Macropygia (Кукушковые горлицы)                                                                          |
|  | |
|  | Reinwardtoena (Длиннохвостые голуби)                                                                     |
|  | |

|  | Macropygia (Кукушковые горлицы)      |
|  |                                      |
|  | Reinwardtoena (Длиннохвостые голуби) |
|  |                                      |

|  | Columba (Настоящие голуби) |
|  |                            |
|  | Streptopelia (Горлицы)     |
|  |                            |

|  | \| \| Macropygia (Кукушковые горлицы) \| \| \| \| \| \| Reinwardtoena (Длиннохвостые голуби) \| \| \| \| |
|  | |
|  | Turacoena (Тёмные голуби)                                                                                |
|  | |
|  | Macropygia (Кукушковые горлицы)                                                                          |
|  | |
|  | Reinwardtoena (Длиннохвостые голуби)                                                                     |
|  | |

|  | Macropygia (Кукушковые горлицы)      |
|  |                                      |
|  | Reinwardtoena (Длиннохвостые голуби) |
|  |                                      |

|  | Columba (Настоящие голуби) |
|  |                            |
|  | Streptopelia (Горлицы)     |
|  |                            |

|  | Patagioenas                       |
|  |                                   |
|  | Ectopistes (Странствующие голуби) |
|  |                                   |

|  | \| \| Macropygia (Кукушковые горлицы) \| \| \| \| \| \| Reinwardtoena (Длиннохвостые голуби) \| \| \| \| |
|  | |
|  | Turacoena (Тёмные голуби)                                                                                |
|  | |
|  | Macropygia (Кукушковые горлицы)                                                                          |
|  | |
|  | Reinwardtoena (Длиннохвостые голуби)                                                                     |
|  | |

|  | Macropygia (Кукушковые горлицы)      |
|  |                                      |
|  | Reinwardtoena (Длиннохвостые голуби) |
|  |                                      |

|  | Columba (Настоящие голуби) |
|  |                            |
|  | Streptopelia (Горлицы)     |
|  |                            |

|  | \| \| Macropygia (Кукушковые горлицы) \| \| \| \| \| \| Reinwardtoena (Длиннохвостые голуби) \| \| \| \| |
|  | |
|  | Turacoena (Тёмные голуби)                                                                                |
|  | |
|  | Macropygia (Кукушковые горлицы)                                                                          |
|  | |
|  | Reinwardtoena (Длиннохвостые голуби)                                                                     |
|  | |

|  | Macropygia (Кукушковые горлицы)      |
|  |                                      |
|  | Reinwardtoena (Длиннохвостые голуби) |
|  |                                      |

|  | Columba (Настоящие голуби) |
|  |                            |
|  | Streptopelia (Горлицы)     |
|  |                            |

|  | Patagioenas                       |
|  |                                   |
|  | Ectopistes (Странствующие голуби) |
|  |                                   |

Каких-либо подвидов у странствующего голубя не выделяют. В вольере Чарльза Отиса Уитмена, который содержал многих последних представителей вида, пойманных на рубеже XX века, появился гибрид странствующего голубя и смеющейся горлицы (Streptopelia risoria), не имевший потомства.

### Этимология
Название рода Ectopistes переводится как «переносящийся с места на место» или «странствующий», в то время, как видовое название migratorius указывает на миграционные особенности вида. Английское название «passenger pigeon» происходит от французского слова «passager», означающего «проходить мимо», «мимолётным образом», и ранее было синонимом «дикого голубя». Встречались, но редко использовались названия «синий голубь», «странствующая длиннохвостая горлица» и «древесный голубь». В XVIII веке в Новой Франции странствующий голубь был известен как «tourte» или «tourtre». В современном французском языке используют названия «tourte voyageuse» или «pigeon migrateur». В алгонкинских языках коренных американцев голубь фигурирует под такими названиями, как «amimi» на унами, «omiimii» на оджибве и «mimia» на майами-иллинойсе. У индейцев также встречается «ori’te» на могаукском и «putchee nashoba», или «потерянный голубь», на чоктавском языках. Сенеки называли голубя «jahgowa», что в переводе означает «большой хлеб», поскольку птица для племени являлась важным источником пищи. Вождь Саймон Покагон из племени потаватоми утверждал, что в его племени голубя называют «O-me-me-wog» и что европейцы не заимствовали это имя, поскольку оно напоминало им об одомашненных голубях. Вместо этого они называли странствующих голубей «дикими».

## Описание

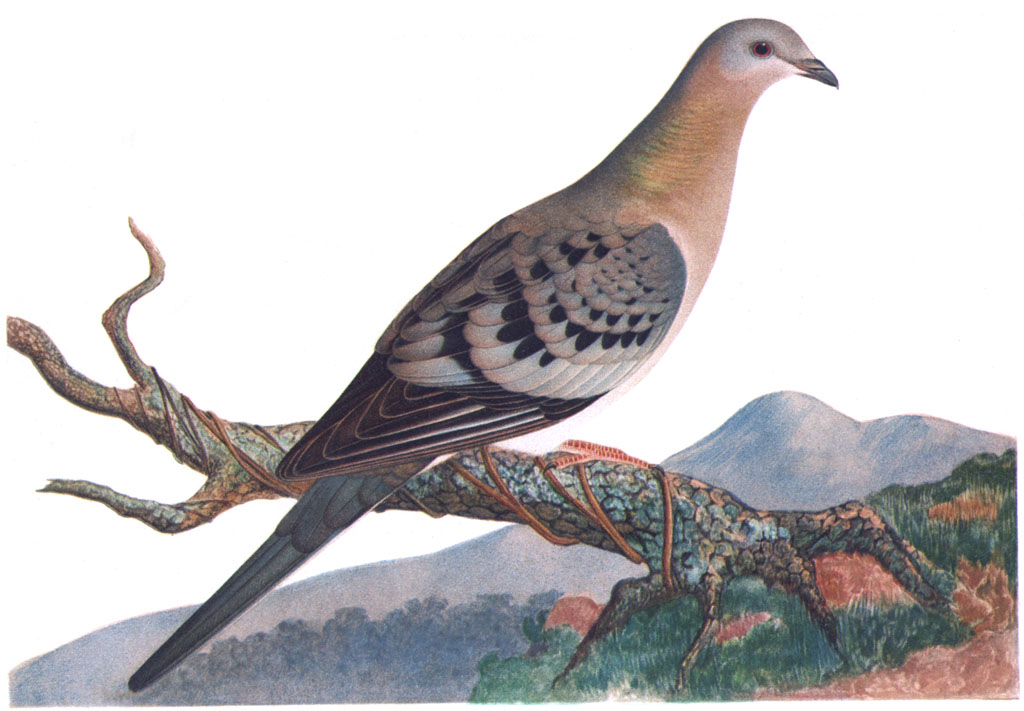
Иллюстрация из книги Уитмена начала 1920-х годов

Обзорные видео чучел странствующего голубя
Странствующий голубь был приспособлен к продолжительному, скоростному и манёвренному полёту. У этих птиц была более обтекаемая форма тела, чем у настоящих голубей, например, у сизого голубя; очень длинные и заострённые крылья и длинный клиновидной формы хвост, на долю которого приходилась большая часть длины тела, с двумя длинными центральными рулевыми перьями. Голубь имел стройное, сужающееся к хвосту туловище и сравнительно небольшие шею и голову.
Общая длина тела взрослого самца странствующего голубя составляла 39—41 см, масса — 260—340 грамм. Голова, затылок и спина птицы были голубовато-серые, с характерным переливающимся оперением по бокам и на задней части шеи, которое в зависимости от угла падения света могло быть ярко-бронзовым, фиолетовым или золотисто-зелёным. Верхняя часть спины и крылья были светлые или синевато-серые с оливково-коричневым оттенком, переходящим в серовато-коричневый в нижней части крыла. Нижняя часть спины и огузок были сине-серыми, в районе верхних кроющих перьев хвоста — серо-коричневыми; остальные кроющие перья были светло-серыми с несколькими неравномерными чёрными пятнами вблизи кончиков. Первостепенные и второстепенные маховые перья были черновато-коричневыми, по внешней стороне второстепенных перьев проходила узкая белая кромка. Два центральных хвостовых пера были буровато-серыми, остальные — белыми. Во время полёта птицы был очень заметен характерный узор на хвосте, на белых наружных краях которого выделялись черноватые пятна. Нижняя часть горла и грудь были полностью розовато-рыжего цвета, переходившего от бледно-розового в белый на брюхе и кроющих перьях подхвостья, на которых также было несколько чёрных пятен. Клюв был чёрным, а пальцы и плюсна — яркого кораллово-красного цвета. Радужная оболочка, окружённая узким пурпурно-красным глазным кольцом, была карминово-красной. Длина крыла самца составляла 19,6—21,5 см, хвоста — 17,5—21,0 см, клюва — 1,5—1,8 см, плюсны — 2,6—2,8 см.
Для странствующего голубя был характерен половой диморфизм, проявлявшийся в размерах и окраске. Взрослая самка была немного меньше самца, длина её тела составляла 38—40 см. Оперение самки было не таким ярким, как у самцов: лоб, макушка и область от затылка до лопаток были серовато-коричневыми, а оперение по бокам шеи было менее переливающимся, чем у самцов. Тёмно-серый цвет нижней части горла и груди переходил в белый на брюхе и кроющих перьях подхвостья. Верхняя сторона туловища самок была коричневой, нижняя — светло-охристой, с небольшой примесью рыжего цвета. Крылья, спина и хвост имели такую же окраску, как у самцов, кроме внешней кромки первостепенных маховых перьев, имевшей охристую или охристо-рыжую окантовку. Самки отличались коротким хвостом, бледно-красными пальцами и плюсной, а также большим количеством пятен на крыльях. Радужная оболочка была оранжево-красная с серовато-голубым кольцом вокруг. Длина крыла самки была 18,0—21,0 см, хвоста — 15,0—20,0 см, клюва — 1,5—1,8 см, плюсны — 2,5—2,8 см.

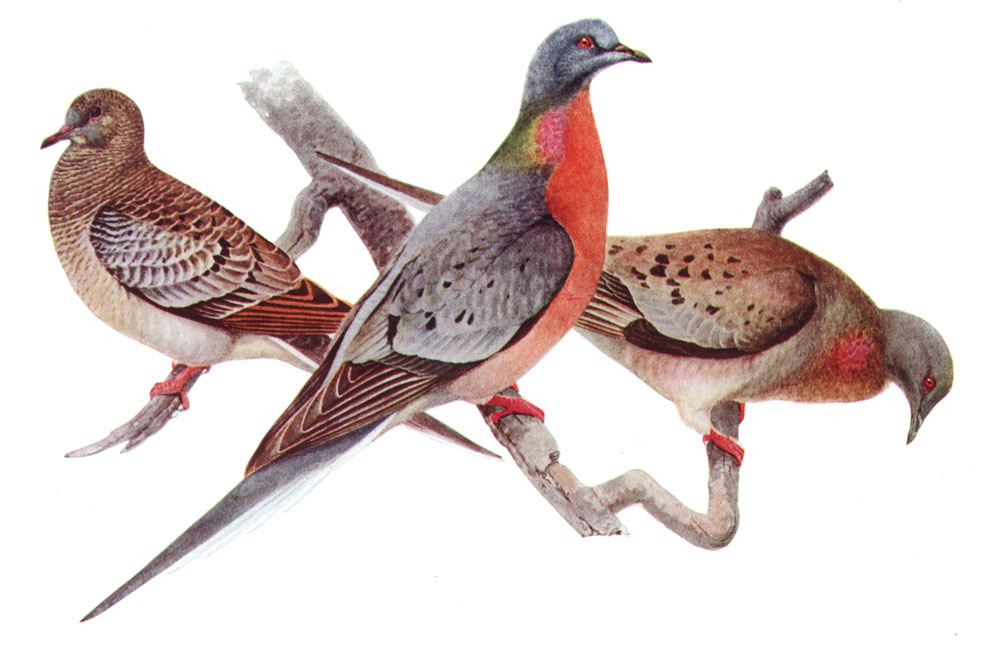
Молодая особь (слева), самец (в центре) и самка (справа), Луис Агассиз Фуэртес, 1910 г.

Оперение молодых птиц напоминало оперение взрослых самок, но без чёрных пятен на крыльях и с более тёмными буровато-серыми головой, шеей и грудью. Светло-серые полосы на перьях крыльев придавали им чешуйчатый вид. Второстепенные маховые перья были буровато-чёрными со светлой окантовкой, а третьестепенные — рыжевато-белыми. Первостепенные маховые перья также имели рыже-коричневую окантовку. Шейное оперение не переливалось на свету. Плюсна и пальцы были тёмно-красными, а радужная оболочка — коричневой, с узким карминовым кольцом вокруг. В течение первого года жизни у самцов и самок было одинаковое оперение.
Из сотен сохранившихся экспонатов только на одном из них была обнаружена аномалия в окраске — у взрослой самки из коллекции Уолтера Ротшильда в Музее естественной истории в Тринге. Верхняя сторона её туловища, кроющие крылья, второстепенные маховые и хвостовые перья были расплывчатого коричневого цвета, а первостепенные маховые перья и нижняя сторона туловища — белыми. Обычно тёмные пятна были бурого цвета, однако на голове, в нижней части спины и на кроющих перьях надхвостья они бледно-серые и без переливов. Данная мутация является следствием понижения уровня эумеланина из-за неполного окисления этого пигмента. Эта половая мутация распространена среди диких самок, однако есть предположение, что белое оперение экспоната — результат воздействия солнечных лучей.

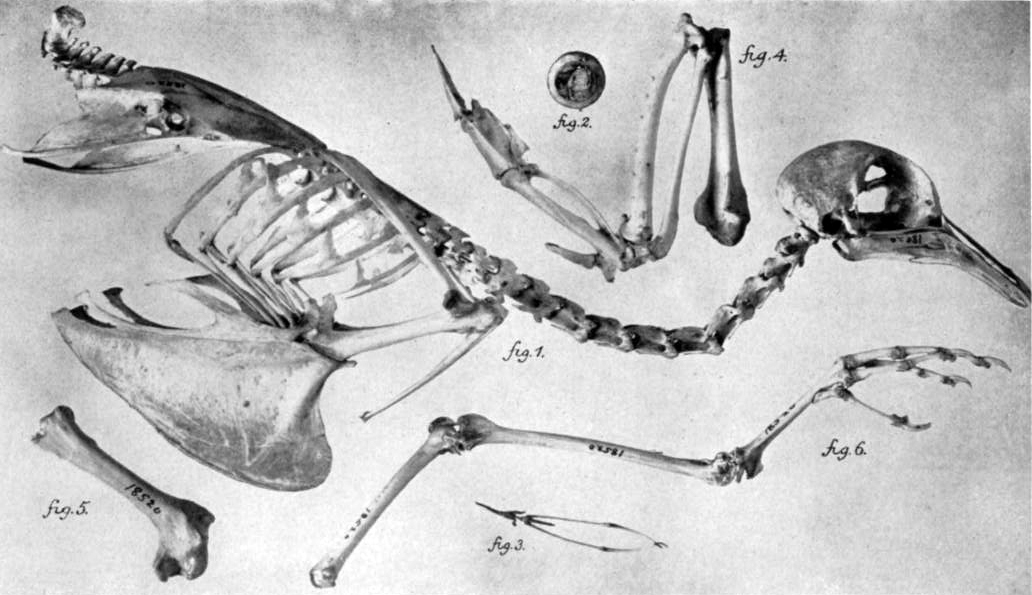
Скелет самца, 1914 год

Описания внутренней анатомии странствующего голубя редки. Роберт Шуфельдт во время исследования скелета самца в 1914 году обнаружил мало отличий в остеологии странствующего и других голубей, однако в более подробном исследовании Джулиана Хьюма 2015 года было выявлено несколько отличительных черт. У странствующего голубя были особенно крупные грудные мышцы, указывающие на то, что птица много времени проводила в полёте: при посадке сокращалась большая грудная мышца, а при подъёме малая. Коракоид, соединяющий лопатки, вилочку и грудину, имел крупные размеры по сравнению с другими костями: длина составляла 33,4 мм, а тело длинной кости и суставы больше, чем у других голубей. Вилочка была более массивной, имела V-образную форму и широкие суставы. Также имелись длинные, ровные и массивные лопатки с широкими дистальными окончаниями. Грудина была очень крупной и крепкой по сравнению с другими голубями: её киль достигал 25 мм в высоту. Перекрывающие крючковидные отростки рёбер, которые придавали упругость грудной клетке, были достаточно хорошо развиты. Кости крыла (плечевая, лучевая, локтевая и пряжка) были короткими, но более массивными, чем у других голубей. Плюсна не отличалась от других голубей.

### Вокализация

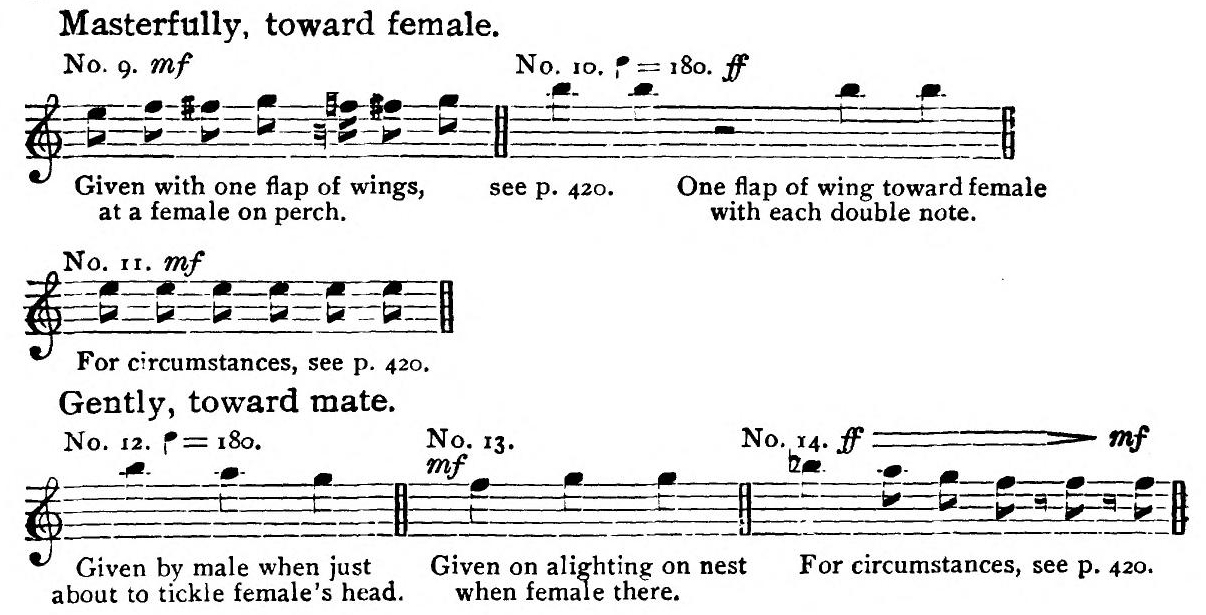
Нотная запись вокализации самца, составленная Уоллисом Крейгом в 1911 году

Оглушительный шум, создаваемый стаей странствующих голубей, разносился на мили вокруг, а вокализация казалась громкой, резкой и немелодичной и описывалась как кудахтанье, щебетание и воркование. Последовательность из низких нот мало чем напоминала настоящую песню. Во время строительства гнезда птицы издавали квакающие звуки, а при спаривании имитировали звон колокольчиков. Во время кормления и в случае опасности отдельные особи издавали сигналы тревоги, которые подхватывали остальные птицы в стае во время взлёта.
В 1911 году американский учёный Уоллис Крейг опубликовал статью о знаках и сигналах в виде ряда описаний и нотных записей, основанных на наблюдении за птицами в вольере Уитмена в 1903 году. Крейг собирал эти записи в надежде найти уцелевших диких особей, поскольку похожих по строению плачущих горлиц можно было спутать со странствующими голубями. Он отметил, что эти «скудные сведения», скорее всего, станут единственными материалами о вокализации. По словам Крейга, один сигнал представлял собой простое резкое «кек», которое могло издаваться два раза подряд с паузой между ними. Считается, что этот сигнал использовался для привлечения внимания другого голубя. Ещё одним сигналом было учащённое и переменное воркование. Этот сигнал был похож на «ки-ки-ки-ки» или «тете-тете-тете» и использовался либо для привлечения самца, либо для отпугивания врагов. Один из вариантов этого сигнала описывался как долгое, протяжное чириканье, издававшееся для привлечения пролетавшей мимо стаи голубей, которая потом приземлялась на соседние деревья. Сигнал «Кииху» представлял собой мягкое воркование, следовавшее за громким «кек» или ворчанием, и являлся сигналом к спариванию. Гнездящийся странствующий голубь также издавал мелодию из не менее восьми нот разных тонов, которая заканчивалась сигналом «кииху». Самки в целом были более тихими и редко ворковали. Крейг предположил, что оглушительная, резкая вокализация и «немелодичные» песни являются следствием образа жизни густонаселённых колоний, где можно было услышать только самые громкие звуки.

## Распространение и среда обитания

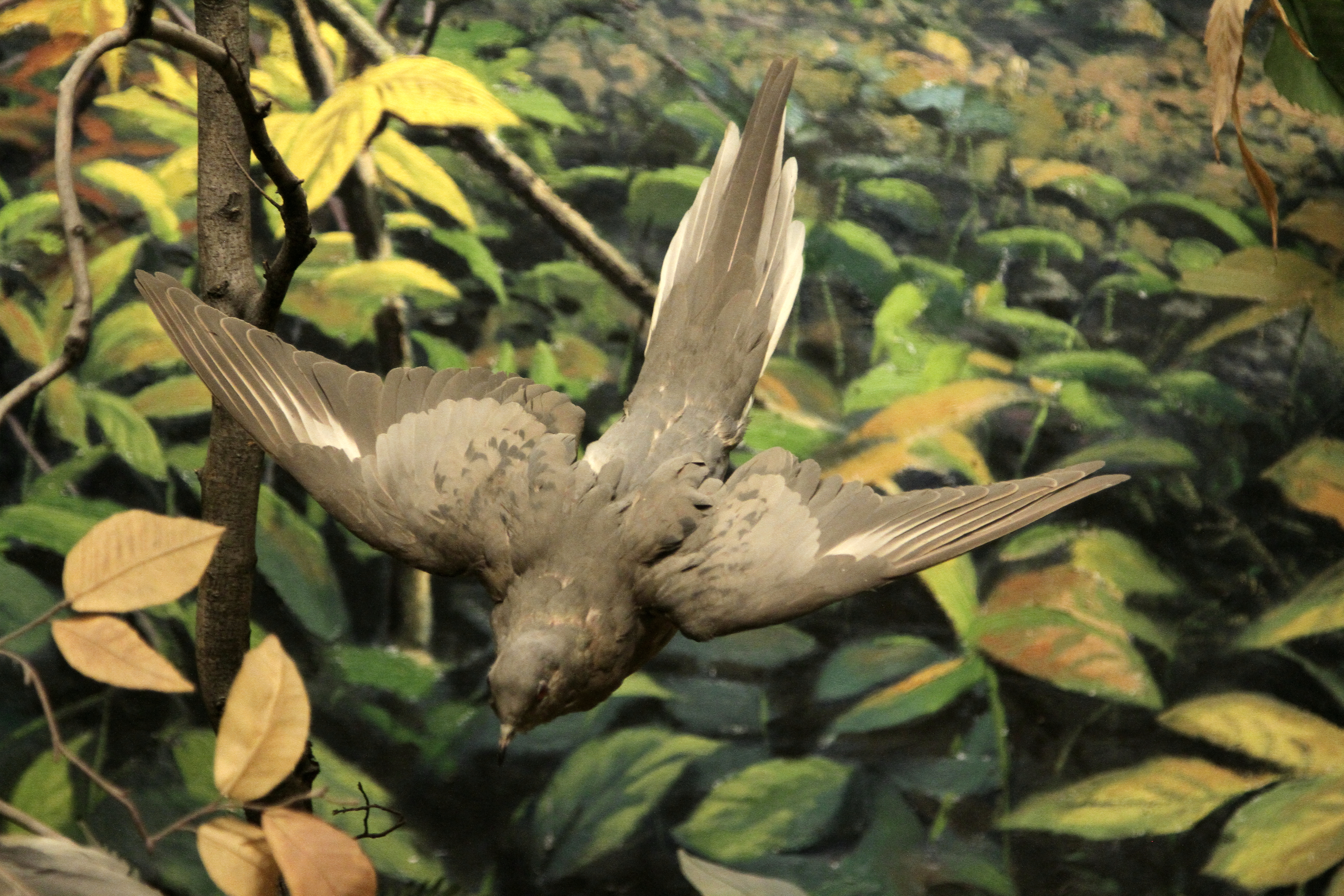
Экспонат в летящей позе, Академия наук Дрексельского университета

Странствующий голубь встречался на большей части Северной Америки к востоку от Скалистых гор: от Великих равнин до Атлантического побережья на востоке, южной Канады на севере и северных районов Миссисипи на юге. В целом ареал вида совпадал с его главной средой обитания — восточными широколиственными лесами. В пределах этой территории голубь постоянно мигрировал в поисках пищи и укрытий. По всей вероятности, предпочтение отдавалось тем видам деревьев, которые могли бы прокормить целую стаю. Вид размножался на территории от восточной и центральной частей южной Канады до восточного Канзаса, Оклахомы, Миссисипи и Джорджии, однако основной гнездовой ареал лежал в южном Онтарио и районе Великих озёр в направлении штатов на севере горной системы Аппалачи. Хотя экологически западные леса были похожи на восточные, они были заняты полосатохвостыми голубями, которые, вероятно, не пускали странствующих голубей на свою территорию из-за конкурентного вытеснения.
Зимовал странствующий голубь на территориях от Арканзаса, Теннесси и юга Северной Каролины до побережья Техаса и северной Флориды, хотя стаи иногда встречались на юге Пенсильвании и Коннектикута. Птицы предпочитали крупные болота, особенно в зарослях ольховых деревьев. При отсутствии болот зимовали в лесных районах, особенно в хвойных деревьях. Голубей изредка наблюдали за пределами основного ареала, в том числе в ряде западных штатов, на Бермудах, Кубе и в Мексике, особенно во время суровых зим. Ещё более редкие сообщения об особях странствующего голубя поступали из Шотландии, Ирландии и Франции и относились либо к сбежавшим птицам, либо к другим видам, которых ошибочно принимали за странствующих голубей.
На территории 25 американских штатов и провинций, в том числе в калифорнийском Ранчо Ла-Брея, было обнаружено более 130 остатков странствующих голубей. Возраст этих находок, образовавшихся ещё во времена плейстоцена, около 100 тысяч лет. В то время область распространения голубя простиралась до западных штатов, не являвшихся частью его известного ареала. Встречался ли он в изобилии в течение этого времени и в этих регионах, неизвестно.

## Экология и поведение

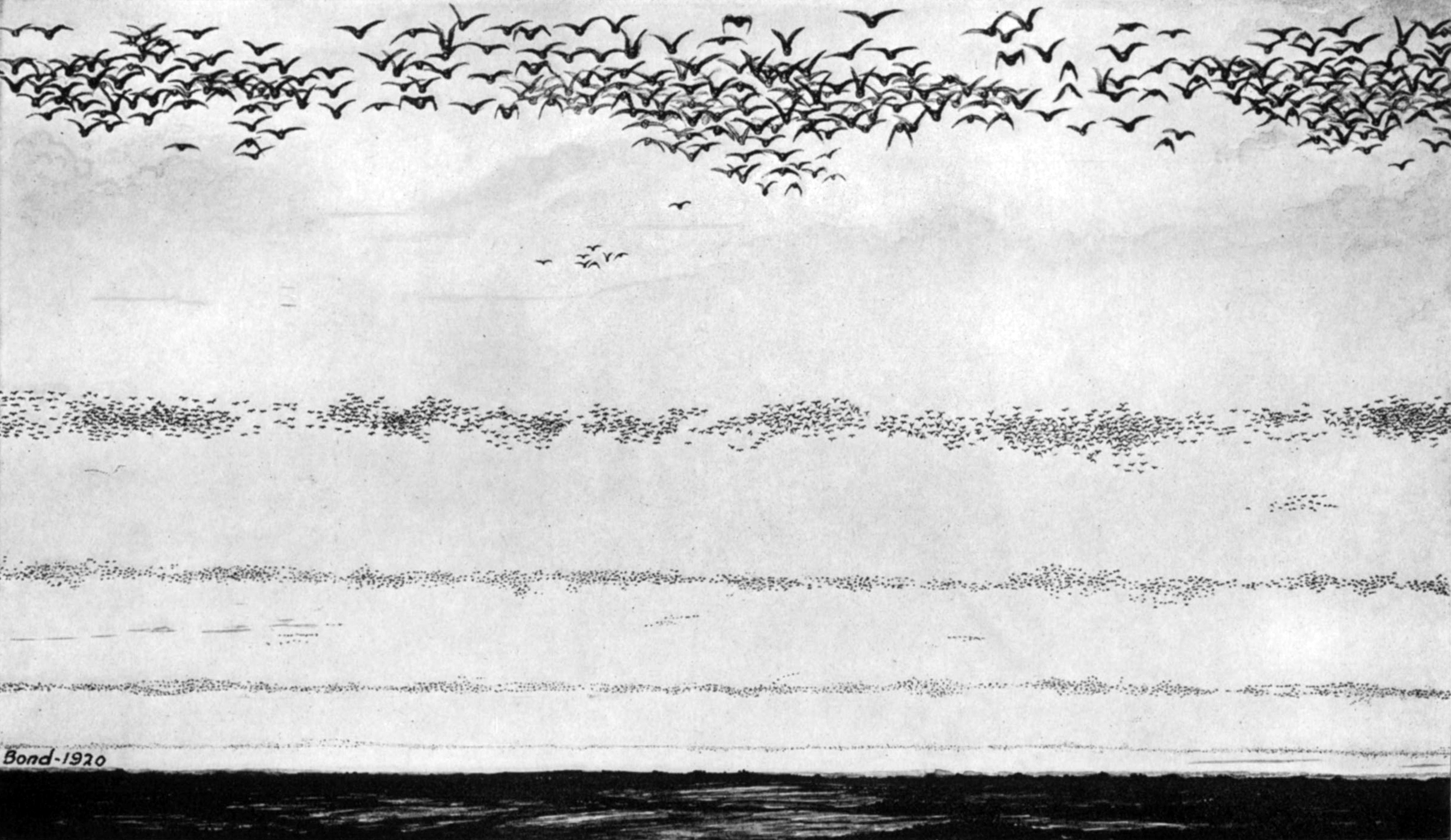
Иллюстрация мигрирующей стаи, Бонд, Фрэнк, 1920 год

Странствующий голубь был одной из самых общественных среди всех «наземных» (не морских, водоплавающих или околоводных) птиц. По оценкам, пик численности составлял от 3 до 5 миллиардов, что делало его самой многочисленной птицей на Земле. Исследователь Арли Шоргер предположил, что на долю этого вида приходилось от 25 до 40 % от общего числа «наземных» птиц в Соединённых Штатах, и его численность примерна эквивалентна количеству всех птиц, зимующих в США в начале XXI века. В южном Онтарио в 1866 году была описана стая 1,5 км в ширину и 500 км в длину, которая пролетела за 14 часов, при этом в ней находилось свыше 3,5 млрд птиц. Американский писатель Кристофер Кокинос посчитал, что если бы птицы летели змейкой, то они бы обогнули Землю 22 раза. В основном сообщения о численности птиц базировались на мигрирующих колониях, и неизвестно, сколько их было на самом деле. Генетическое исследование 2014 года (на основе коалесцентной теории) показало, что численность странствующего голубя стремительно менялась на протяжении нескольких последних миллионов лет в зависимости от наличия корма (семян). Обычно она составляла одну десятитысячную от численности в 1800-х годах, когда она поднялась до нескольких миллиардов. Такие сильные колебания могли стать следствием нарушений экосистемы, и чем сильнее они были, тем чаще наблюдался всплеск численности птиц.
Странствующий голубь вёл кочевой образ жизни, постоянно мигрируя в поисках пищи, укрытия и мест гнездования. В 1831 году американский натуралист и художник Джон Джеймс Одюбон, наблюдавший миграцию в 1813 году, в своей «Орнитологической биографии» описывал её следующим образом:

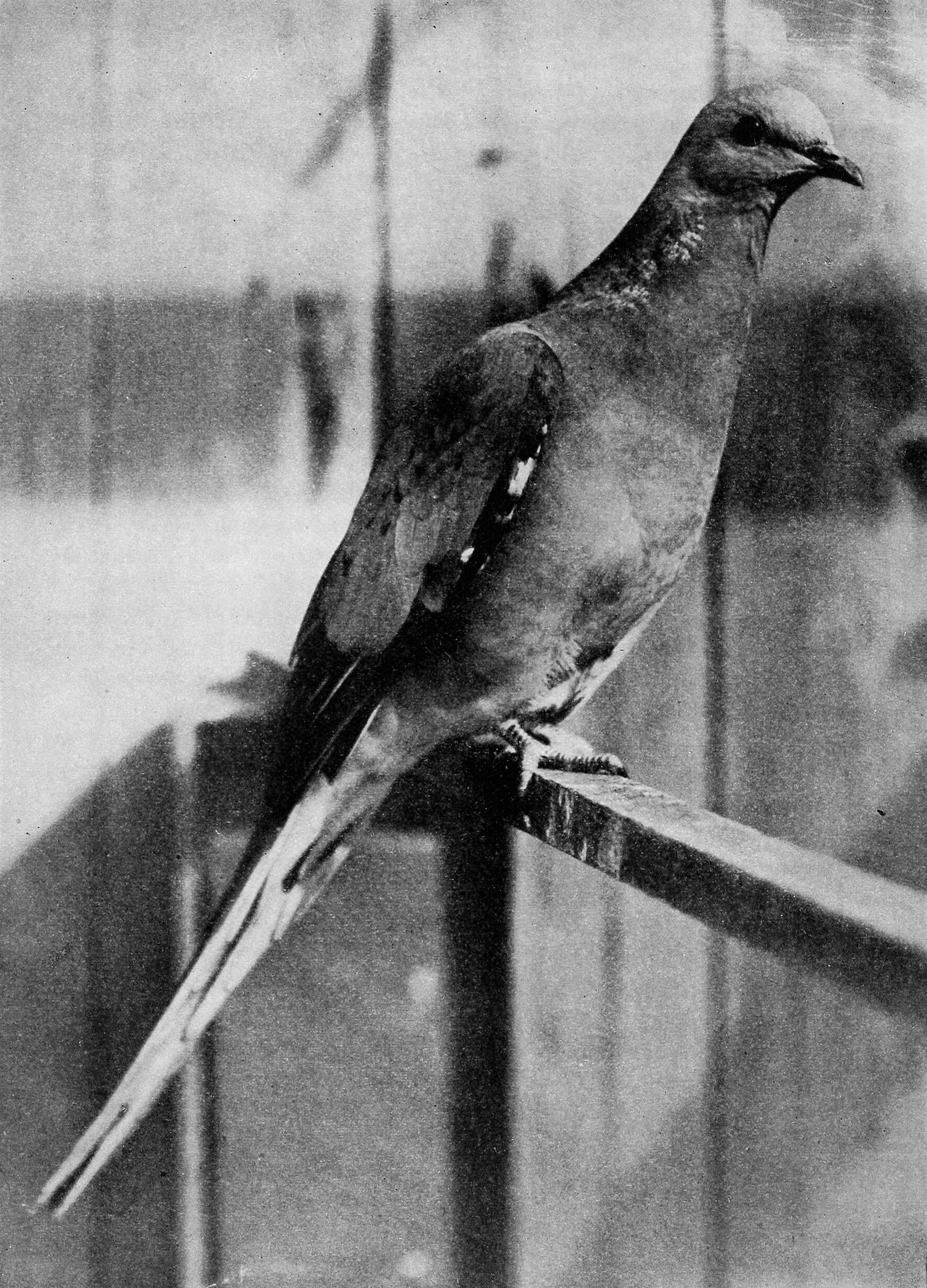
Живой самец в вольере Уитмена, 1896—1898 годы

Я слез с лошади, уселся на возвышенности и начал помечать карандашом каждую пролетевшую стаю. Вскоре я обнаружил что задание невыполнимо, поскольку птицы сливались в бесчисленные стаи, я встал и, посчитав пометки, обнаружил, что сделал их 163 за двадцать одну минуту. Я двинулся дальше и встретил их ещё больше. Небо буквально кишело голубями; полуденный свет исчез, словно при затмении; помёт оставлял пятна, почти как тающие хлопья снега, а постоянный шум крыльев усыплял мои чувства… Я не могу описать вам исключительную красоту их небесных манёвров, когда в хвостовую часть стаи влетел ястреб. В тот момент, словно стремительный поток с раскатами грома, они бросились в плотную кучу, зажимая друг друга. Этими сплошными массами они неслись вперёд волнообразными и нескладными рядами, снижались и проносились прямо над землёй с непостижимой скоростью, взлетали вертикально, напоминая огромный столб, а когда были высоко, формировали круги и вихри внутри их непрерывных рядов, которые тогда напоминали кольца гигантского змея… Перед заходом солнца я добрался до Луисвилла, находившегося в пятидесяти пяти милях от Харденсберга. Голуби всё ещё летели нескончаемым потоком, и это продолжалось в течение трёх дней подряд.
Оригинальный текст (англ.)I dismounted, seated myself on an eminence, and began to mark with my pencil, making a dot for every flock that passed. In a short time finding the task which I had undertaken impracticable, as the birds poured in countless multitudes, I rose and, counting the dots then put down, found that 163 had been made in twenty-one minutes. I traveled on, and still met more the farther I proceeded. The air was literally filled with Pigeons; the light of noon-day was obscured as by an eclipse; the dung fell in spots, not unlike melting flakes of snow, and the continued buzz of wings had a tendency to lull my senses to repose… I cannot describe to you the extreme beauty of their aerial evolutions, when a hawk chanced to press upon the rear of the flock. At once, like a torrent, and with a noise like thunder, they rushed into a compact mass, pressing upon each other towards the center. In these almost solid masses, they darted forward in undulating and angular lines, descended and swept close over the earth with inconceivable velocity, mounted perpendicularly so as to resemble a vast column, and, when high, were seen wheeling and twisting within their continued lines, which then resembled the coils of a gigantic serpent… Before sunset I reached Louisville, distant from Hardensburgh fifty-five miles. The Pigeons were still passing in undiminished numbers and continued to do so for three days in succession.
— 
Согласно описаниям, стаи были настолько плотными, что затмевали небо, не оставляя просветов. Стаи летели на высоте от 1 (только в ветреную погоду) до 400 м и, как правило, соединялись в узкие извивающиеся и волнообразные колонны. За вожаком следовала опытная группа особей, скорость птиц в которой оценивалась в среднем в 100 км/ч. Взмахи крыльев были частыми и быстрыми, и чем ближе находились крылья к корпусу, тем быстрее была скорость птицы. Странствующий голубь в равной степени ловко и быстро летал как в лесу, так и на открытых пространствах; стаи сбивались вместе, чтобы спасаться от хищников. Перед приземлением голубь часто хлопал крыльями, а на земле был неуклюжим, двигался отрывистыми, осторожными шагами.
Предпочитая коллективные ночёвки, странствующие голуби выбирали места, которые могли предоставить им укрытие и достаточно пищи. Время одной ночёвки зависело от степени преследования человеком, погодных условий и других неизвестных факторов. Территории ночёвок были разной площади, от нескольких гектаров до 260 км² и даже больше. Одни территории использовались многократно в разные годы, а другие — только один раз. Странствующие голуби устраивались на ночлег в таком количестве, что даже толстые ветви на деревьях могли ломаться от веса птиц. Особи часто наваливались на спины друг друга и спали, свернувшись в клубочек и спрятав пальцы. Клювы они прижимали к груди, удерживая хвост под углом в 45°. Во время таких ночёвок под деревьями накапливался помёт высотой более 30 см.

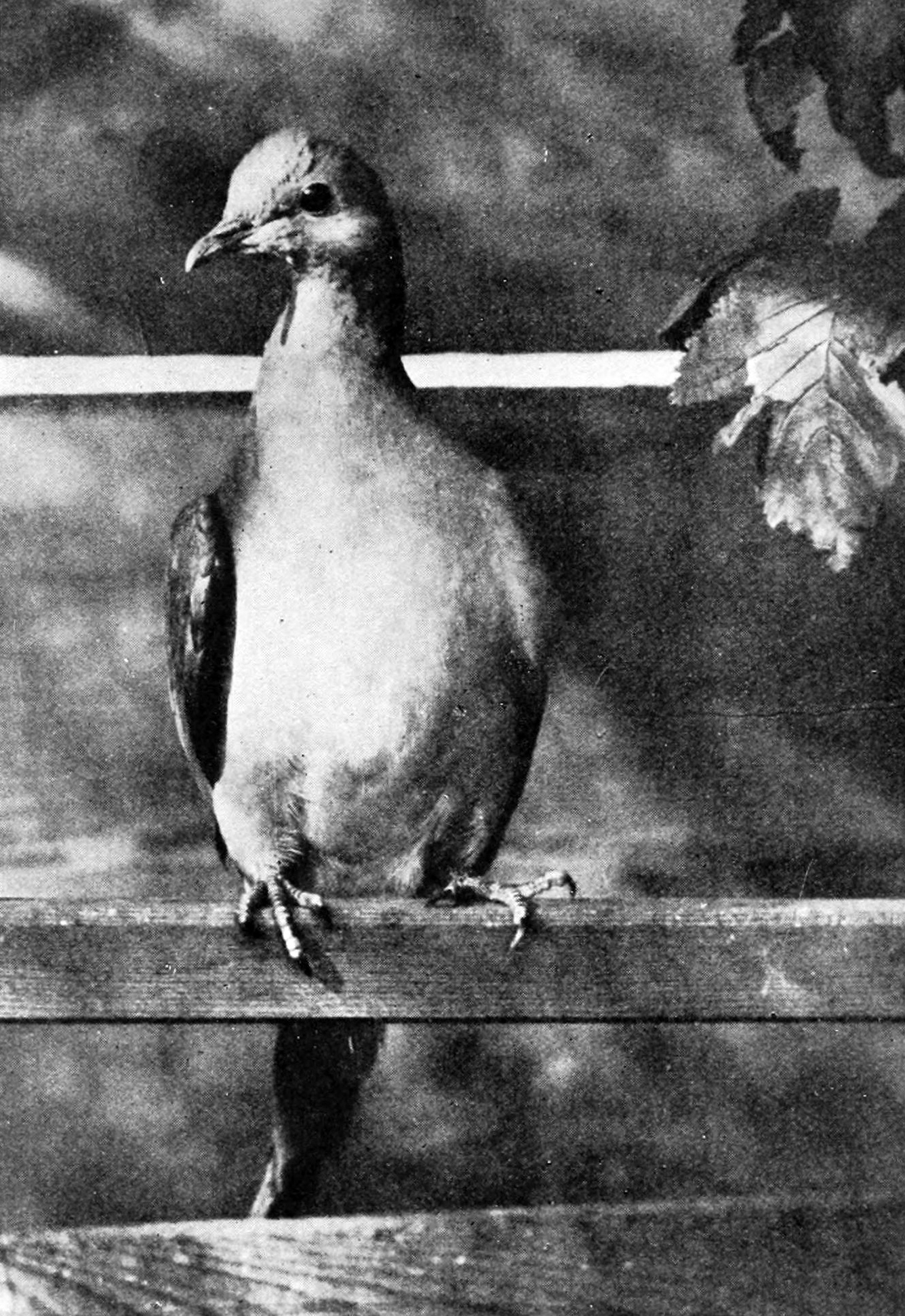
Встревоженная взрослая особь, вызывающе позирующая перед камерой

Если голубю угрожала опасность, он вытягивал голову и шею над корпусом, а затем делал ими круговые движения. При столкновении с другим голубем, он угрожающе расправлял крылья, хотя драк почти никогда не возникало. Голуби купались на мелководье, затем по очереди поднимали и сушили крылья. Странствующий голубь пил по крайней мере раз в день, обычно на рассвете, полностью погружая свой клюв в воду. Чтобы попить, голуби взбирались друг другу на головы, а при необходимости выходили в открытую воду. Одной из основных причин естественной смертности была погода, из-за ранней весенней миграции на север многие особи погибали от холода. Пойманный странствующий голубь мог прожить в неволе не менее 15 лет. Марте, последнему из известных живых представителей вида, было по крайней мере 17 лет, когда её поймали, и 29 — перед смертью. Продолжительность жизни странствующего голубя в дикой природе неизвестна.
Птица играла важную экологическую роль в жизни доколониальных лесов восточной части Северной Америки. В то время в лесах преобладали белые дубы, которые прорастали осенью, что не давало голубям возможности питаться их семенами в весенний период размножения; кормом служили плоды красных дубов, которые созревали весной. Вероятно, тот факт, что странствующий голубь не питался семенами белых дубов, привёл к современному господству красных дубов. После того, как голуби покидали места ночёвок, некоторые виды деревьев восстанавливались очень долго из-за огромного количества помёта. Голуби оставляли после себя легковоспламеняющиеся материалы (сломанные ветки и мёртвую листву), что, вероятно, увеличивало частоту и интенсивность лесных пожаров, разрушавших поверхностный растительный слой. Эти обстоятельства способствовали развитию устойчивых к пожарам видов дубов (крупноплодные, чёрные и белые). По этим причинам часть экологов поместила странствующего голубя в число ключевых видов. Американские каштаны, плодами которого в основном питался голубь, оказались на грани исчезновения из-за завезённой в 1905 году эндотии паразитической. В результате в последующие десятилетия погибло тридцать миллиардов деревьев, однако вымерший к тому времени в дикой природе голубь уже не имел к этому отношения.
После исчезновения странствующего голубя из-за высокой доступности семян дуба, бука и каштана резко возросла численность белоногих хомячков. Дэвид Блокштейн полагает, что это привело к сильному распространению болезни Лайма, поскольку белоногие хомячки являются переносчиком боррелий вида Borrelia burgdorferi.

### Питание

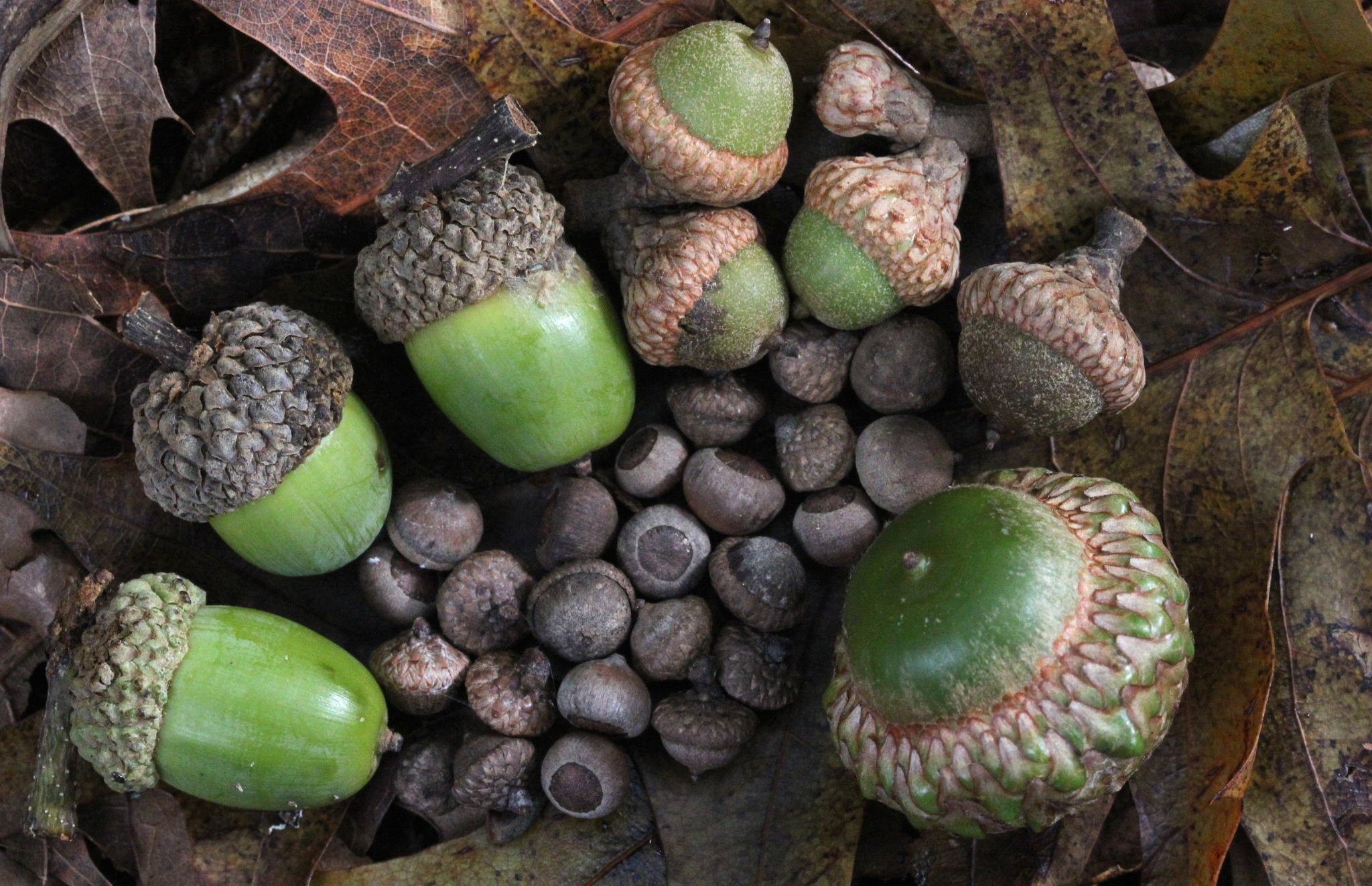
Жёлуди разных видов дубов из Южной Каролины, входившие в рацион птицы

Для строительства гнёзд и ночлега стаям были необходимы буковые и дубовые деревья. Странствующий голубь менял свой рацион в зависимости от сезона. Осенью, зимой и весной он в основном питался орехами, желудями и каштанами. Летом основной пищей были такие ягоды и мягкие плоды, как черника, виноград, вишня, шелковица, лаконос американский и дёрен канадский. Голубь также питался червями, личинками насекомых, брюхоногими моллюсками и другими беспозвоночными, особенно во время размножения. Странствующий голубь не брезговал зерновыми культурами, особенно гречихой. Излюбленным лакомством была соль, которую он добывал либо из водных источников, либо из почв. Большое количество семян деревьев редко встречается в одном месте несколько лет подряд, что было одной из причин, по которой крупные стаи постоянно мигрировали. Каким образом птицы находили этот непостоянный источник пищи, неизвестно, однако их зрение и возможности полёта помогали им в исследовании больших территорий.
Для добычи корма десятки и сотни тысяч голубей, копающихся в листьях, грязи и снегу, собирались в стаи. Полёт такой стаи в поисках пищи был описан одним наблюдателем как чередующееся явление, где замыкающие птицы пролетали вперёд стаи, роняя в полёте листья и траву. Для наилучшего исследования территории в поисках пищи стаи двигались широким гребнем. Когда орехи были готовы отделиться от своих плюсок, голубь садился на ветку, энергично размахивая крыльями для сохранения равновесия, хватал плод, отделял его от плюски и проглатывал целиком. Кормящаяся стая могла на своём пути уничтожить почти все плоды и орехи. Для исследования незнакомых территорий замыкающие птицы становились впереди стаи, но они никогда далеко не улетали от неё и спешили вернуться к стае. Считается, что странствующие голуби использовали сигналы для оповещения о нахождении крупных источников пищи, и если замечали на земле других кормящихся голубей, то часто присоединялись к ним. Днём птицы оставляли свои места ночёвок и искали еду на открытых участках, ежедневно улетая на 100—130 км, а некоторые голуби, по сообщениям, — на 160 км, отправляясь на рассвете и возвращаясь ночью.
У голубя были очень эластичные рот и глотка, увеличивающие вместимость, а также сустав в нижней части клюва, позволявший проглатывать жёлуди целиком. Большое количество пищи они хранили в своём зобе, который мог расширяться до размера апельсина. При большой конкуренции в стае птицы могли быстро проглатывать любую еду. Известно, что в зобе могло уместиться 17 желудей или 28 орехов, 11 кукурузных зёрен, 100 кленовых крылаток и других семян. Было подсчитано, что для выживания странствующие голуби съедали около 61 см³ еды в день (при численности более 3 млрд это составляет 210 000 000 литров пищи в день). Падение подстреленного голубя с полным зобом описывалось как погремушка из кучи шариков. После кормёжки голуби устраивались на ветвях и в течение ночи переваривали пищу, хранившуюся в их зобе. При нахождении любимой еды голубь мог также отрыгивать пищу из своего зоба.

### Размножение

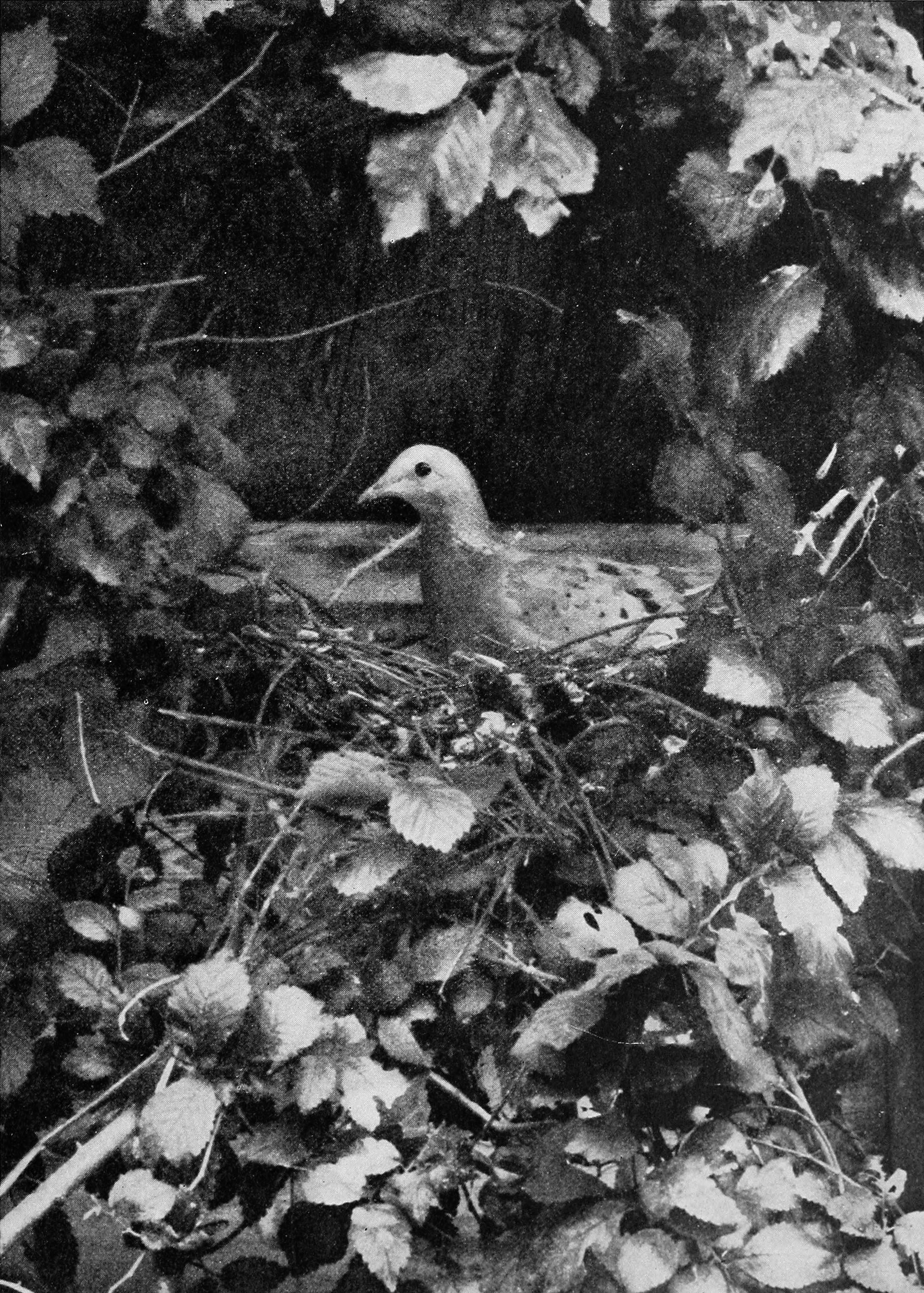
Птица, высиживающая кладку, в неволе

Помимо поиска мест для ночёвок, мигрирующие странствующие голуби исследовали территории, подходящие для строительства гнезда и выращивания птенцов. Наиболее вероятно, что птицы выводили потомство один раз в году, хотя в некоторых сообщениях говорилось о более частом размножении. Период гнездования длился от четырёх до шести недель. В южной части ареала стая прибывала в район гнездования в марте, а в более северных областях — спустя некоторое время. Голубь не придерживался какого-либо одного места, часто выбирая каждый год другую область гнездования. Как правило, гнездовые колонии образовывались в конце марта, апреле или мае.
Колонии, именуемые «городами», были огромными, их размер варьировал от 49 га до тысячи гектаров. По топографическим причинам они редко были сплошными, чаще всего имея длинную и узкую L-образную форму с некоторыми нетронутыми, по неизвестным причинам, областями. Поскольку точные задокументированные данные отсутствуют, невозможно оценить размеры и численность этих гнездовых областей, однако в большинстве сообщений говорилось о миллионах птиц. Крупнейшей задокументированной областью гнездования в 1871 году был центральный Висконсин, где на территории 2200 км² численность птиц по приблизительным оценкам составляла около 136 миллионов особей. Также из этих «городов» поступали регулярные сообщения о наличии малых стай и даже об отдельных парах, строящих гнёзда. По-видимому, птицы не строили обширные гнездовые колонии на периферии ареала.
Процесс ухаживания проходил в гнездовых колониях и, в отличие от других голубей, на ветке или жёрдочке. Сначала самец махал крыльями около самки и издавал звук «кек», затем крепко цеплялся за ветку и энергично хлопал крыльями. Приближаясь к самке, самец высоко поднимал голову, прижимался к ней и смотрел на неё. В случае согласия самка в ответ прижималась спиной к самцу. Перед спариванием самец и самка ухаживали друг за другом. Потом следовал птичий поцелуй, во время которого самка на секунду зажимала клюв самца, а затем пара быстро разделялась. Самец залезал на спину самки и происходило спаривание, за которым следовало мягкое кудахтанье, а иногда ещё одно ухаживание. Джон Джеймс Одюбон описывал ухаживание следующим образом:

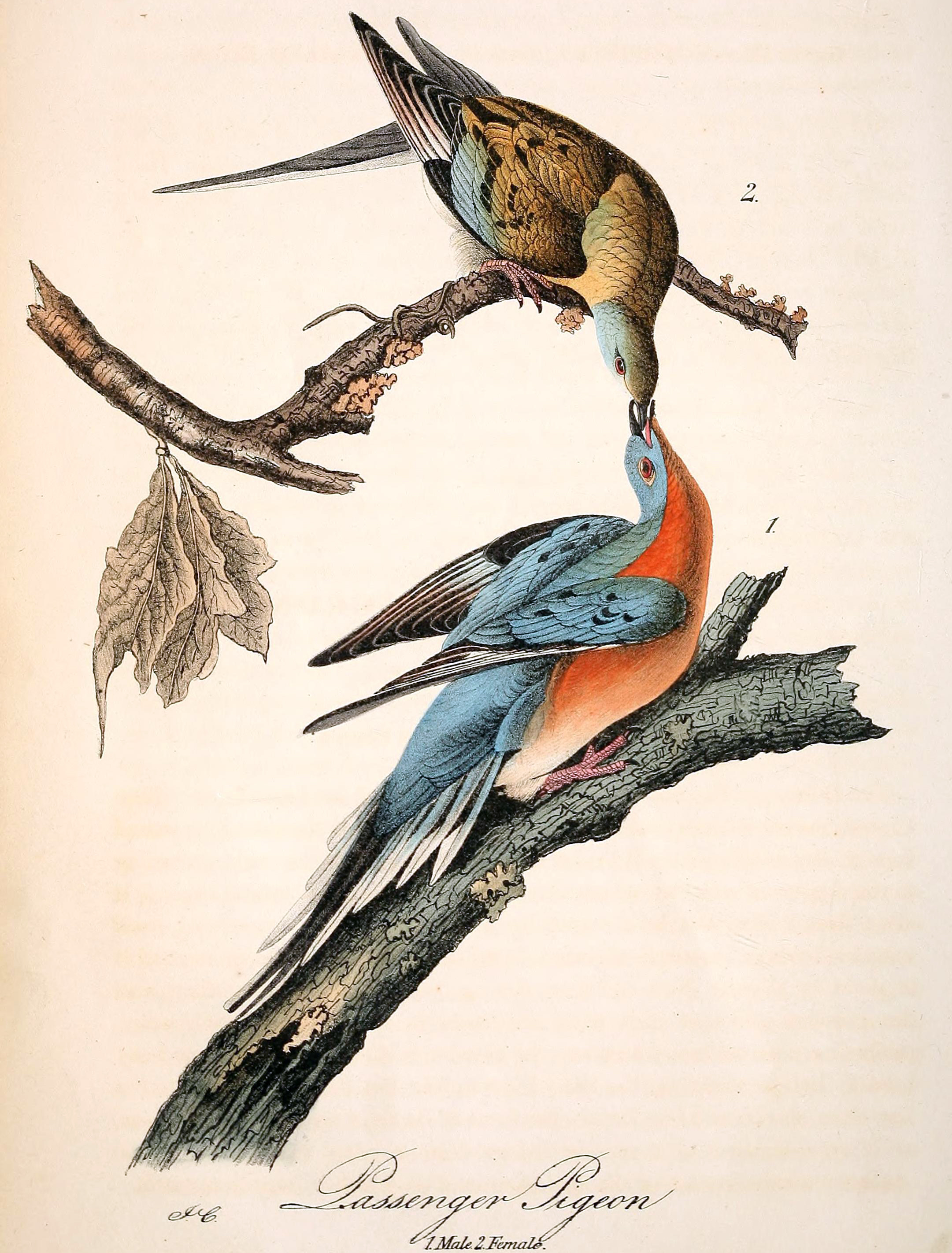
Целующаяся пара из книги «Птицы Америки» Джона Джеймса Одюбона, 1827—1838

Сюда прибудут бесчисленные мириады и приготовятся исполнить один из великих законов природы. В это время пение голубя — мягкое «ку-ку-ку-ку», намного короче по сравнению с одомашненными видами. Обычное их пение напоминает односложное «ки-ки-ки-ки», сначала громкое, затем постепенно затихающее. Самец принимает напыщенный вид и следует за самкой, будь то на земле или на ветвях, с распущенным хвостом и опущенными крыльями, которыми он обтирает находящуюся под ним поверхность. Туловище приподнято, горло набухло, глаза искрятся. Он продолжает петь, время от времени поднимаясь на крыло и пролетая несколько метров, чтобы приблизиться к убегающей робкой самке. Как и одомашненные голуби, и другие виды, они ласкают друг друга клювами, при этом клюв одного из партнёров проникает в клюв другого, и обе птицы по очереди и неоднократно изрыгают содержимое своих зобов.
Оригинальный текст (англ.)Thither the countless myriads resort, and prepare to fulfill one of the great laws of nature. At this period the note of the Pigeon is a soft coo-coo-coo-coo much shorter than that of the domestic species. The common notes resemble the monosyllables kee-kee-kee-kee, the first being the loudest, the others gradually diminishing in power. The male assumes a pompous demeanor, and follows the female, whether on the ground or on the branches, with spread tail and drooping wings, which it rubs against the part over which it is moving. The body is elevated, the throat swells, the eyes sparkle. He continues his notes, and now and then rises on the wing, and flies a few yards to approach the fugitive and timorous female. Like the domestic Pigeon and other species, they caress each other by billing, in which action, the bill of the one is introduced transversely into that of the other, and both parties alternately disgorge the contents of their crop by repeated efforts.
— 
Наблюдая за пойманными птицами, Уоллис Крейг отметил, что из-за неуклюжести на земле этот вид менее агрессивен и конфликтен, чем другие голуби. Кроме того, сделанное по аналогии с другими птицами описание Одюбона о передаче пищи странствующими голубями, возможно, не соответствует действительности, и во время короткого поцелуя, в отличие от других голубей, переноса пищи не происходит.

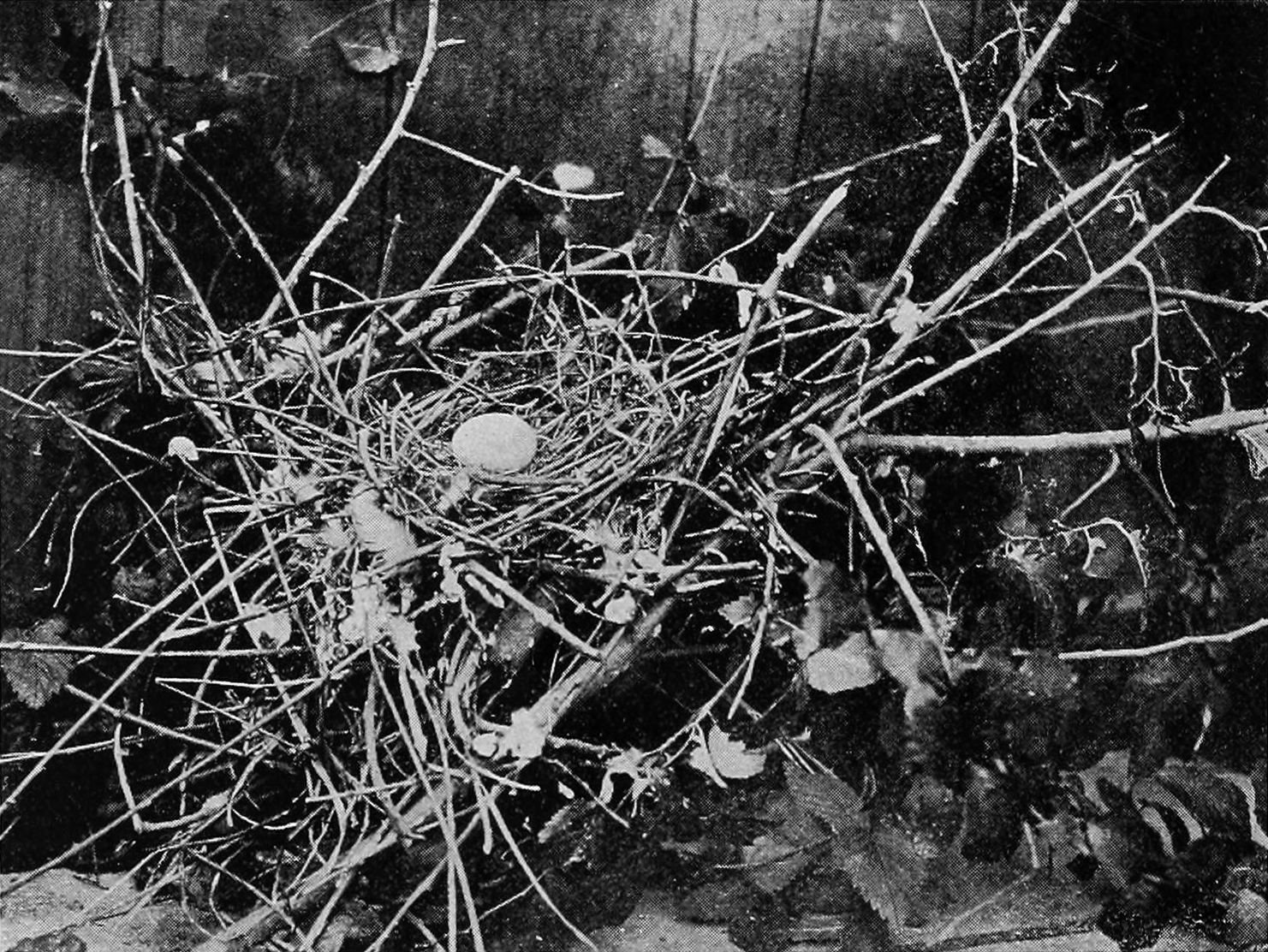
Гнездо с яйцом в вольере Уитмена

Непосредственно после создания пары птицы строили гнёзда за два — четыре дня; в колониях этот процесс значительно ускорялся. Самка выбирала место для гнезда, садясь на него или подавая сигнал крыльями. Самец тщательно отбирал материалы, в основном ветки, и затем передавал их самке, находясь над её спиной. Гнёзда строились на высоте от 2,0 до 20,1 м; из 70—110 сплетённых веток создавалась широкая, мелкая чаша около 15 см в ширину, 6,1 см — в высоту и 1,9 см — в глубину, в которой можно было легко заметить яйцо. Затем эта чаша обычно устилалась тонкими ветвями. Хотя сооружение казалось шатким и недостроенным по сравнению с гнёздами других птиц, его части можно было найти на участках, где голуби были несколько лет назад. Почти на каждом дереве находилось более 50 гнёзд: например, на одной тсуге было найдено 317 гнёзд. Гнёзда размещались на прочных ветвях, ближе к стволам деревьев. В некоторых сообщениях говорилось, что участки земли под гнёздами какое-то время оставались чистыми от птичьего помёта. Непосредственно в сезон размножения пара была моногамна, поскольку и самец, и самка присматривали за гнездом.

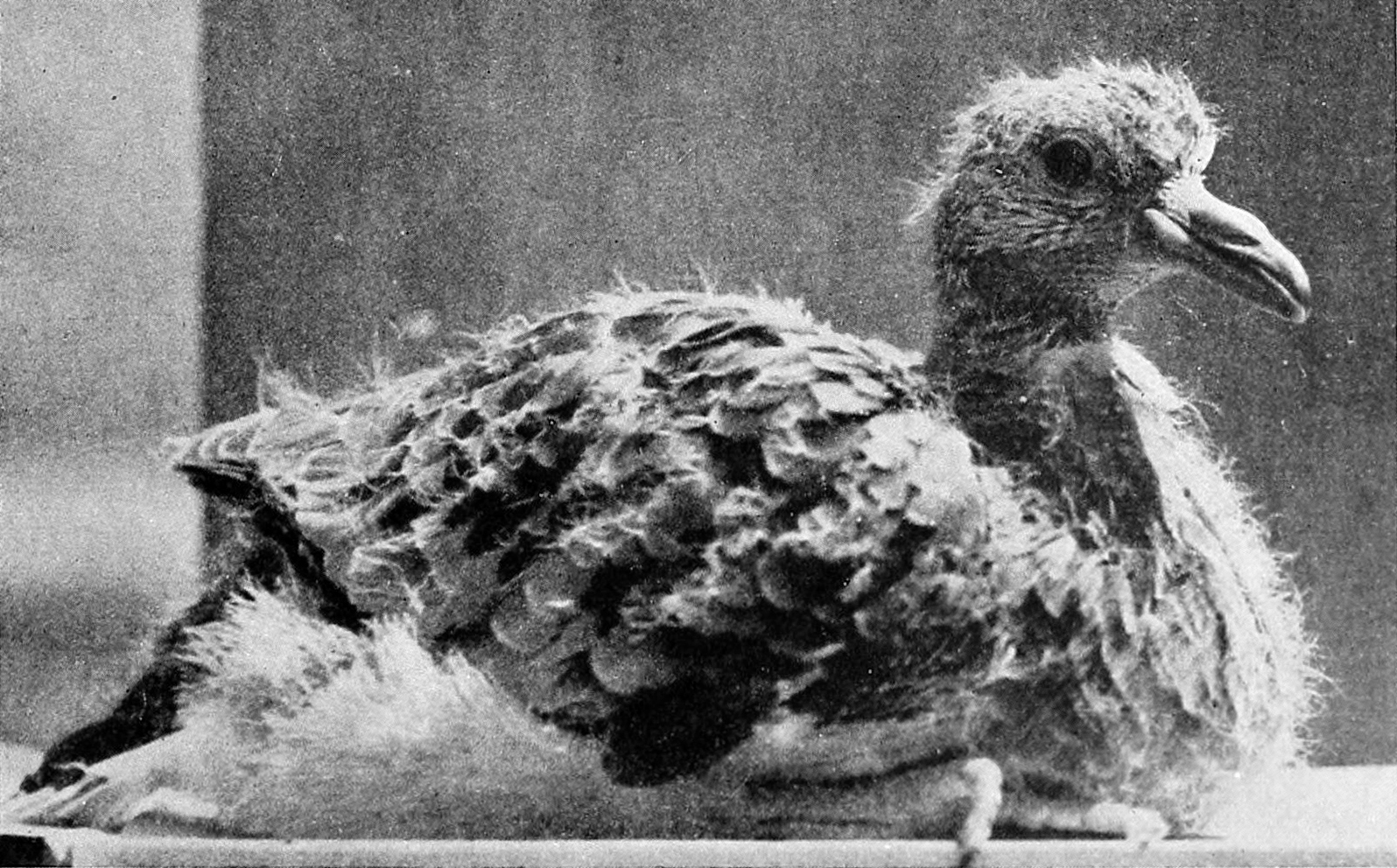
Живой птенец

Как правило, самка откладывала яйца в течение первых двух недель апреля, почти сразу после строительства гнезда. Если гнездо было не готово, то голуби иногда откладывали яйца на земле. Как правило, кладка состояла из одного яйца, однако также встречались гнёзда с двумя яйцами. Время от времени самка могла подкинуть своё яйцо в гнездо другой самки. Яйцо было белого цвета, овальной формы, размеры составляли примерно 40 × 34 мм. В случае потери яйца в течение недели повторно откладывалось новое. Также известно, что во время снежной бури вся колония покидала изначальное место гнездования и основывала новое. Пара высиживала яйцо в течение 12—14 дней: самец — с середины утра до середины вечера, а самка — оставшуюся часть времени.
Птенец рождался слепым и был покрыт редким жёлтым пухом. Он рос быстро и по прошествии 14 дней весил столько же, сколько и его родители. В течение этого времени пара ухаживала за птенцом: самец — в середине дня, а самка — в оставшееся время. С первых дней после вылупления родители кормили птенцов исключительно зобным молоком. После 3—6 дней в рацион постепенно включалась еда взрослых особей. По истечении 13—15 дней родители кормили птенца в последний раз и покидали его. Перед тем, как птенец покидал дом и спускался на землю, он день или два требовал еду, затем вставал в гнезде и ходил по нему, обходя преграды и выпрашивая корм у находившихся поблизости взрослых особей. Через 3—4 дня птенец полностью оперялся. Весь гнездовой цикл длился около 30 дней. Создавали ли повторно птицы колонии после удачного выведения потомства, неизвестно. Половая зрелость у странствующего голубя наступала в течение первого года жизни, после чего следующей весной он выводил уже своё потомство.

### Враги и паразиты

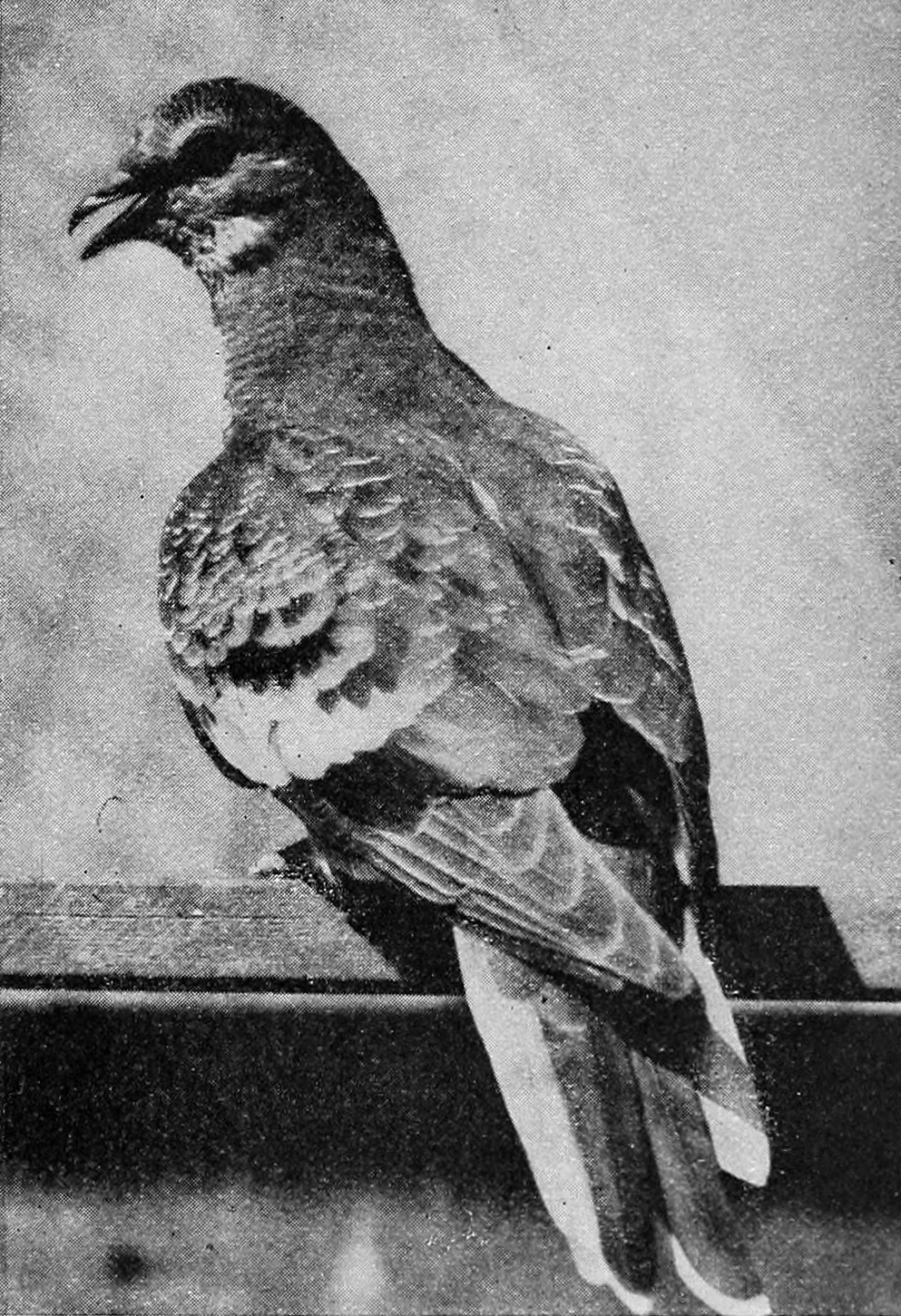
Неполовозрелая особь

Гнездовые колонии привлекали множество хищников, охотившихся на яйца и птенцов, таких как американские норки, длиннохвостые ласки, американские куницы и еноты, охотившихся на птенцов и взрослых особей хищных птиц, таких как совы, ястребы и орлы, а также волков, лисиц, рысей, медведей и пум, охотившихся на раненых взрослых особей и упавших птенцов. Настоящие ястребы и соколы преследовали и охотились на голубей в полёте, во время которого жертвы могли совершать сложные воздушные манёвры. По непроверенным данным мигрирующих голубей часто преследовал ястреб Купера. Несмотря на то, что многие хищники проникали в стаю, отдельные особи были по большей части защищены её размерами, сводившими урон к минимуму. Несмотря на обилие хищников, гнездящиеся колонии были такими огромными, что в 90 % случаев они были вне опасности. До тех пор, пока брошенный родителями и покинувший гнездо очень толстый птенец не научился летать, он был уязвимым для хищников. Тем не менее, только небольшой процент молодых особей становился добычей хищников. Одной из причин было самопожертвование взрослых птиц, объясняющее сильную социализацию и совместное гнездование вида.
Известно о двух паразитах странствующего голубя, которые, как ранее считалось, паразитировали только на нём и вымерли вместе с ним. Вошь Columbicola extinctus из семейства филоптерид в 1999 году была обнаружена на теле полосатохвостого голубя. Вместе с родственными вшами Columbicola angustus, найденными на теле кукушковых горлиц, этот факт также подтверждает родственную связь между голубями, поскольку филогения вшей в целом совпадает. Ещё одна вошь, Campanulotes defectus, согласно точке зрения некоторых исследователей случайно попала на экспонат и является синонимом живущего в Австралии вида Campanulotes flavus. Сообщений о смерти диких голубей от каких-либо болезней или паразитов не осталось.

## Птица и человек
В некоторых североамериканских племенах странствующему голубю отводилась религиозная роль. Гуроны верили, что каждые двенадцать лет во время праздника мёртвых души умерших переселялись в странствующих голубей, которых потом убивали и ели. Перед началом охоты на молодых особей сенеки заключали со старыми птицами «договор» на вампумах, которые помещали в небольшой сосуд с дымокуром. Виннебаго считали странствующего голубя птицей вождя, поскольку он был на столах всякий раз, когда вождь устраивал пир. Сенеки верили, что предводителем колонии странствующих голубей был белый голубь, а Совет птиц решил, чтобы голуби жертвовали себя людям сенека, поскольку являлись единственными птицами, которые гнездились колониями. В знак благодарности сенеки придумали голубиный танец.
Французский путешественник Жак Картье был первым европейцем, описавшим странствующих голубей, которых он наблюдал во время своего путешествия в 1534 году. Их описания встречаются также в работах Самюэля де Шамплена и Коттона Мэзера. В самых ранних сообщениях подробно рассказывалось о заслонявших небо стаях и об огромном количестве убитых птиц (по сообщениям, на Бостонской ярмарке в 1771 году было продано 50 000 птиц). Первые поселенцы считали, что крупные стаи голубей приносили несчастья или болезни. Они верили, что зимующие вне своего ареала голуби «предсказывают холодные лето и осень». В XVIII и XIX веках было мнение, что различные части голубя обладают целебными свойствами. Считалось, что кровь помогает при заболеваниях глаз, сухая слизистая оболочка желудка — при дизентерии, а помёт применялся для лечения различных недугов, таких как головные боли, боли в желудке и слабость. Некоторое время перья голубей использовались в качестве материала для набивки матрасов. Каждое приданое в Сен-Жероме, включая постельные принадлежности, делали из голубиных перьев. В 1822 году одна семья в округе Шатокуа ради этой цели за день убила 4 тысячи голубей.

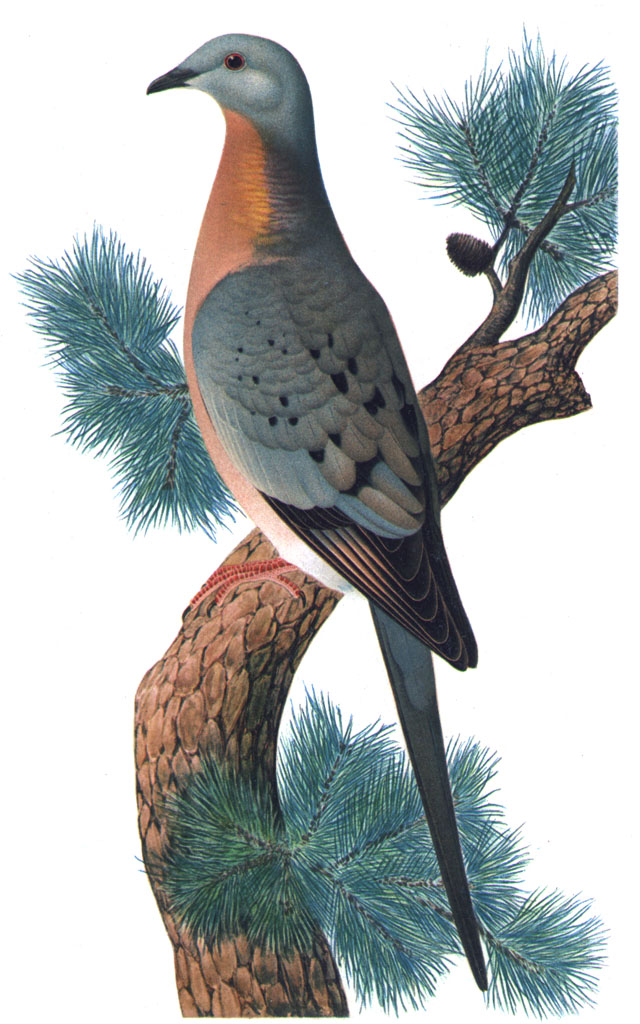
Иллюстрация Хаяси, около 1900 года

Странствующий голубь фигурировал в трудах многих ранних ключевых натуралистов с сопутствующими иллюстрациями. Иллюстрация Марка Кейтсби 1731 года — первое опубликованное изображение этой птицы — по мнению более поздних обозревателей, была немного недоработанной. Оригинальная акварель, использованная для создания этой гравюры, вместе с остальными была куплена британской королевской семьёй в 1768 году. Натуралисты Александр Вильсон и Джон Джеймс Одюбон лично наблюдали крупные миграции голубей и опубликовали подробные описания, где оба пытались посчитать общее количество птиц. Самой известной и часто копируемой иллюстрацией голубя является собственноручно нарисованная Одюбоном акватинта из книги «Птицы Америки», изданной в 1827—1838 годах. Иллюстрация Одюбона была высокого качества, но критиковалась за неточности. Уоллес Крейг и Роберт Шуфельдт отмечали, что изображённые птицы сидели и целовались не бок о бок, а друг над другом, кроме того, это самец должен был отрыгивать пищу в клюв самки, а не наоборот, и его хвост при этом не должен быть распущенным. Вместо иллюстрации Одюбона Крейг и Шуфельдт в качестве более точного облика птицы привели иллюстрации американского художника Луиса Агассиза Фуэртеса и японца Хаяси. Иллюстрации странствующего голубя часто создавались на основе чучел птиц, а единственным известным художником, нарисовавшим живую птицу, был Чарльз Найт. Он делал это не менее двух раз: в 1903 году художник нарисовал птицу, предположительно находившуюся в одном из трёх птичников с уцелевшими особями, а в промежуток до 1914 года — Марту, последнего представителя вида из зоопарка в Цинциннати.
Многие известные писатели продолжают писать о птице, в том числе стихотворения и беллетристику. Певец в стиле блюграсс Джон Хералд написал песню, посвящённую вымиранию вида и Марте. В связи со столетием со дня смерти Марты песня стала доказательством культового статуса вида — символа бессмысленного убоя этих голубей и антропогенного вымирания. Картина Уолтона Форда 2002 года под названием «Falling Bough» (рус. Падающие ветви) и фреска 2014 года лауреата Национальной медали США в области искусств Джона Рутвена также посвящены столетию со дня смерти Марты.

### Охота

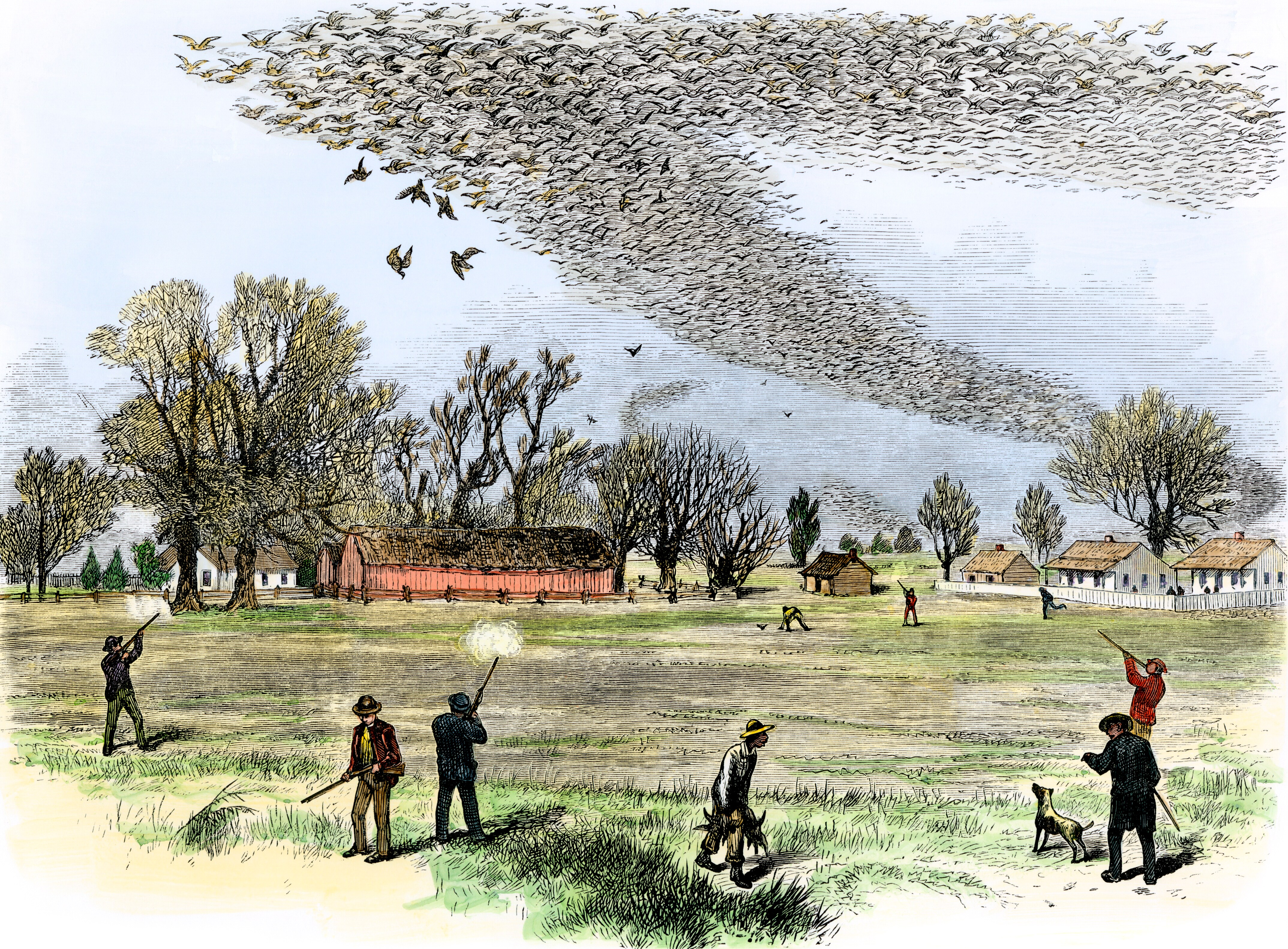
Стрельба в Северной Луизиане, Смит Беннетт, 1875 год

Странствующий голубь был важным источником питания жителей Северной Америки. Коренные народы питались молодыми особями, на которых охотились ночью, используя длинные колья; ради добычи племена иногда поселялись близ колонии птиц. Во время охоты соблюдались меры предосторожности, чтобы не потревожить взрослых голубей, поскольку коренные жители боялись, что птицы могут покинуть свои места гнездования. В некоторых же племенах тревожить взрослых голубей считалось преступлением. Низколетящих голубей можно было убить при помощи палок или камней. В штате Оклахома голуби, покидавшие каждое утро свои места ночёвки, летели так низко, что чероки метали дубину в середину стаи и вынуждали ведущих голубей поворачивать назад, создавая давку, из-за которой птицы становились лёгкой добычей. У птиц в больших количествах накапливался жир, который индейцы использовали в качестве масла. Мнение о том, что до колонизации они часто ели голубей, подтверждают археологические находки. По значимости для стола коренных американцев странствующие голуби уступали лишь дикой индейке.

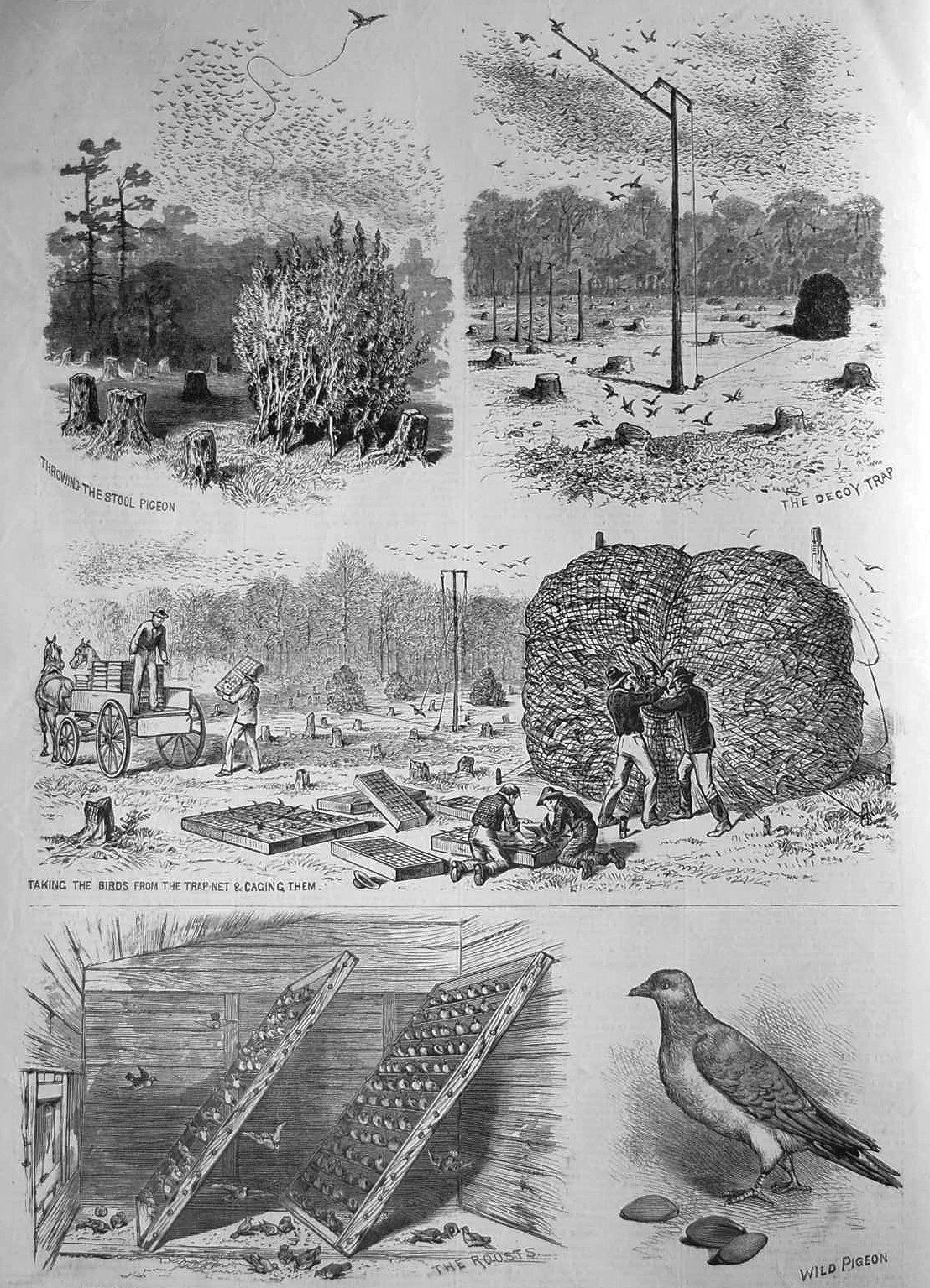
Коллаж 1881 года, где показаны способы поимки голубей на конкурсе по стрельбе

После европейской колонизации охота на странствующего голубя стала вестись более интенсивно и изощрёнными методами. Особое значение охоте придавалось на окраинах, где мясо голубя было важной составляющей питания. От того, как птицы были приготовлены, зависел вкус их мяса. По мнению колонистов, самыми вкусными были птицы, откормленные в неволе и пойманные в сентябре или октябре, за ними следовали молодые особи. Обычным делом были заготовки голубей на зиму. Тушки голубей обычно хранились в маринованном или солёном виде, причём в остальное время года хранили только копчёные грудки. В начале XIX века промысловики начали ловить и отстреливать птиц для продажи на рынках и даже на корм свиньям.
Охотников на голубей было намного больше, чем профессиональных охотников на пушного зверя, или трапперов, а стрельба по голубям стала популярным видом спорта среди юношей. Странствующих голубей убивали с такой лёгкостью, что они даже не считались пернатой дичью, поскольку охотник-любитель с одного выстрела мог убить шесть птиц. Удачный выстрел из двуствольного дробовика в сторону мест ночёвок мог повалить более 60 птиц. Обычно при стрельбе предварительно не целились, в птиц стреляли либо в полёте, либо сразу после их приземления на сухие, голые деревья; попасть в отдельного голубя было трудно. Иногда охотники выкапывали и наполняли зерном рвы, чтобы стрелять в голубей вдоль них. Для массовой заготовки использовались даже небольшие пушки, заряженные дробью, из которых стреляли по густым стаям птиц, как это описано в романах Фенимора Купера («Пионеры») и Майн Рида. После выстрела следовал дождь из умирающих птиц. В 1871 году один торговец оружием сбыл три тонны пороха и 16 тонн боезарядов во время сезона размножения странствующего голубя. Во второй половине XIX века тысячи странствующих голубей использовались в качестве живых мишеней в соревнованиях по «стендовой стрельбе», их выпускали при помощи специальных ловушек. Во время других соревнований участники стояли на равном расстоянии друг от друга, пытаясь сбить как можно больше птиц в пролетающей стае. Голубей было так много, что для получения награды в одном из соревнований нужно было убить 30 тысяч птиц.

Голубиная сеть в Канаде, Кокбёрн, Джеймс, 1829

В ловле и истреблении голубей применялись различные способы. Сеть ставилась таким образом, чтобы поддерживающие подпорки при ударе падали вниз. В результате в сеть попадалось более двадцати голубей. Для большего эффекта также использовались туннельные сети, в самую широкую из которых за раз могло попасться 3,5 тысячи голубей. Сети использовались как профессиональными охотниками, так и обычными фермерами. Для привлечения голубей возле сетей на землю ставилась наживка и рядом привязывалась ложная цель или живой «голубь-манок» (иногда с зашитыми веками). Когда проносилась стая, натягивался шнур, заставлявший приманку, якобы обнаружившую еду на земле, взмахивать крыльями, заманивая таким образом птиц в ловушку. В качестве наживки часто использовалась соль, поэтому многие охотники устанавливали свои ловушки возле соляных источников. Ещё одним способом поимки голубей была охота на гнездовые колонии, особенно в тот период, когда взрослые птицы оставляли своих ещё не летающих птенцов. Одни охотники выталкивали птенцов из гнезда при помощи палки, другие же сбивали их, пуская затупленные стрелы в основание гнезда. Довольно часто охотники рубили деревья, которые падали таким образом, чтобы задеть соседние и сбросить птенцов из их гнёзд. Однажды таким образом было вырублено 6 км² высоких деревьев. Наиболее жестоким способом охоты было поджигание основания дерева с голубями: родители покидали гнездо, а юные особи падали на землю. Иногда птиц травили серой, пары которой заставляли их падать с дерева в ослабленном состоянии.

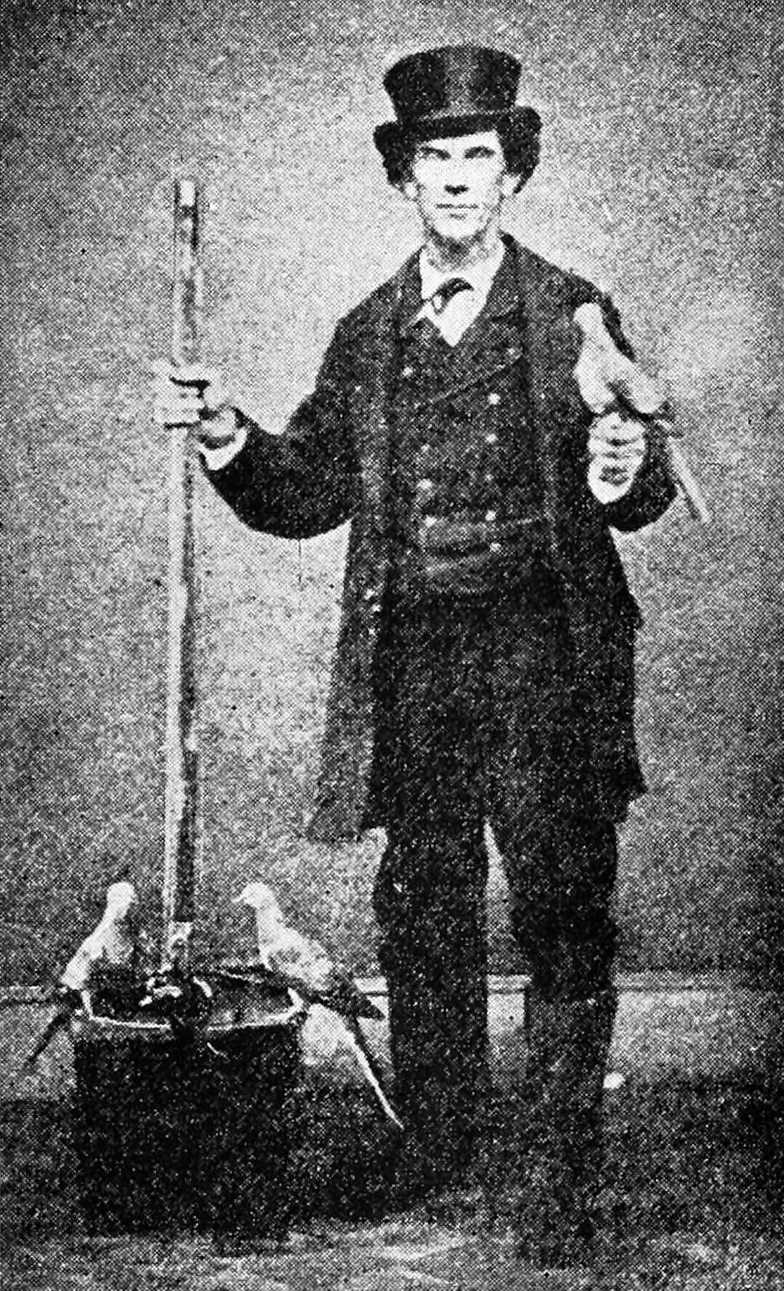
Траппер Альберт Купер с голубями-манками для ловли диких птиц, 1870

К середине XIX века с появлением железных дорог у охотников открылись новые возможности, так как раньше было довольно проблематичным привезти много голубей в крупные города на востоке США. В 1860 году по всей территории США была внедрена обширная телеграфная сеть, повысившая качество коммуникаций и позволившая легко распространять информацию о местоположении голубиных стай. По оценкам, с появлением железнодорожного сообщения в Платсберге в 1851 году в крупные города было доставлено 1,8 миллиона голубей по цене от 31 до 56 центов за дюжину. К концу XIX века охота на странствующих голубей полностью перешла на коммерческую основу. Круглый год для отслеживания стай голубей большие брокерские компании нанимали трапперов-«голубятников». Известно об охотнике, который за свою карьеру доставил в восточные города три миллиона птиц. В 1874 году «голубятниками» работали не менее 600 человек, а к 1881 году их количество возросло до 1200. Голубей ловили в таком количестве, что к 1876 году поставки голубиного мяса были не в состоянии окупить расходы на бочки и лёд для его доставки. Цена голубиного мяса, переполнившего рынки, опустилась ниже пятидесяти центов за полную бочку. Для повышения рыночной стоимости голубей оставляли живыми, чтобы их мясо оставалось свежим при последующем забое. Тысячи голубей содержались в больших клетках в ужасных условиях, приводивших из-за нехватки еды и воды к большой смертности и каннибализму, причём многие особи разлагались ещё до продажи.
Охота на голубей была задокументирована и описана газетами того времени, в которых говорилось о различных методах и способах ловли. Одна из наиболее часто перепечатываемых иллюстраций была впервые опубликована в 1875 году под заголовком «Зимняя спортивная охота в северной Луизиане: стрельба по диким голубям». Голуби были объявлены также сельскохозяйственными вредителями, уничтожавшими во время кормления практически весь урожай. Птица считалась «настоящим бедствием» в сельских общинах, которые нанимали охотников с целью охраны зерна и «ведения войны» против пернатых, о чём было написано под другой газетной иллюстрацией, вышедшей в 1867 году под заголовком «Отстрел диких голубей в Айове».

### Падение численности и попытки сохранения

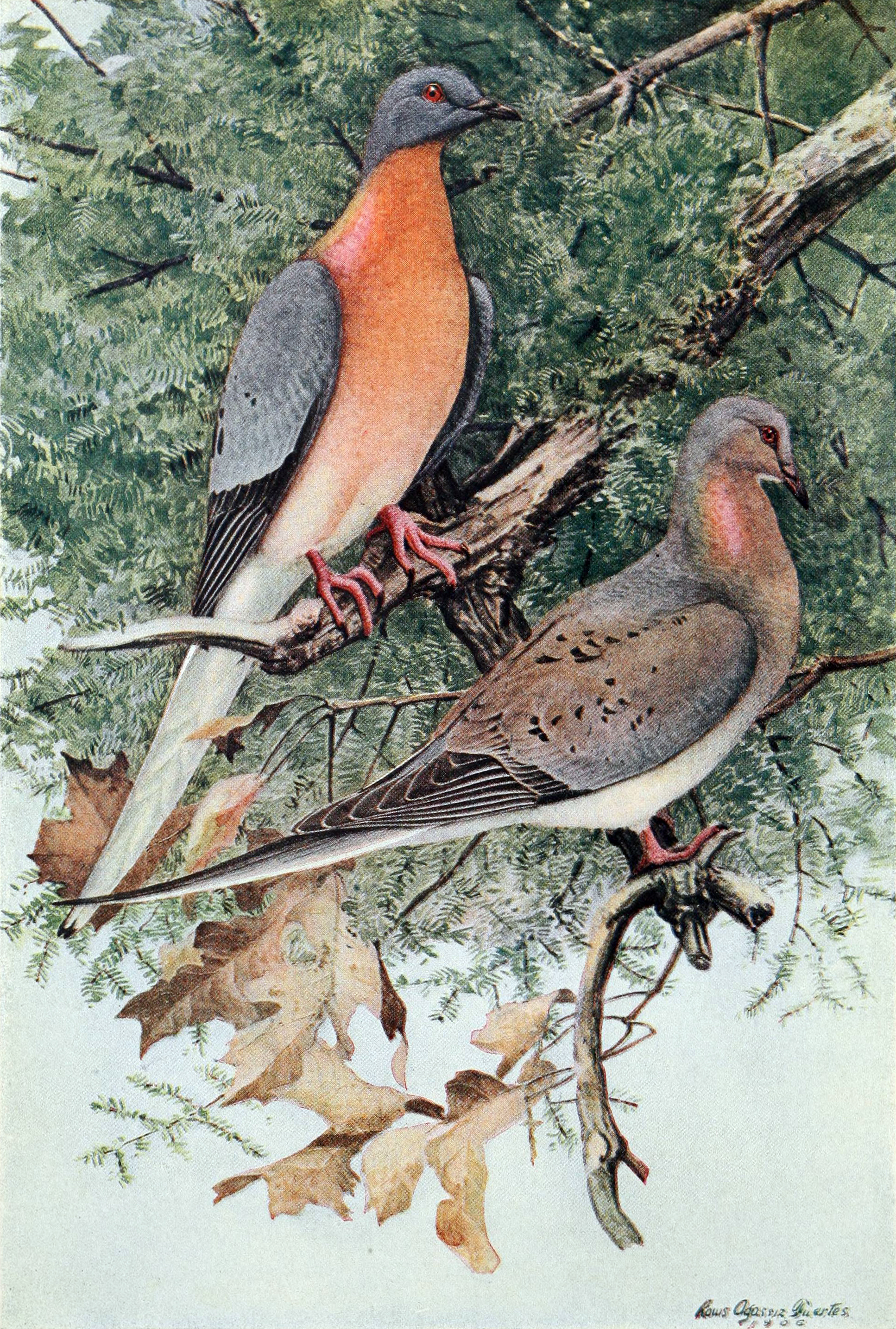
Самец и самка авторства Луиса Фуэртеса на фронтисписе книги 1907 года «Странствующий голубь» Уильяма Мершона

Всё приводит к убеждению, что голуби, которые не выносят одиночества, и вынуждены покидать места обитания или менять свой образ жизни с той скоростью, с которой Северная Америка заселяется европейцами, просто исчезнут с этого континента, и, если мир не положит конец этому до конца столетия, я держу пари… что орнитолог-любитель больше не найдёт диких голубей, кроме тех, что в музеях естественной истории.
Оригинальный текст (англ.)Everything leads to the belief that the pigeons, which cannot endure isolation and are forced to flee or to change their way of living according to the rate at which North America is populated by the European inflow, will simply end by disappearing from this continent, and, if the world does not end this before a century, I will wager… that the amateur of ornithology will find no more wild pigeons, except those in the Museums of Natural History.
— 

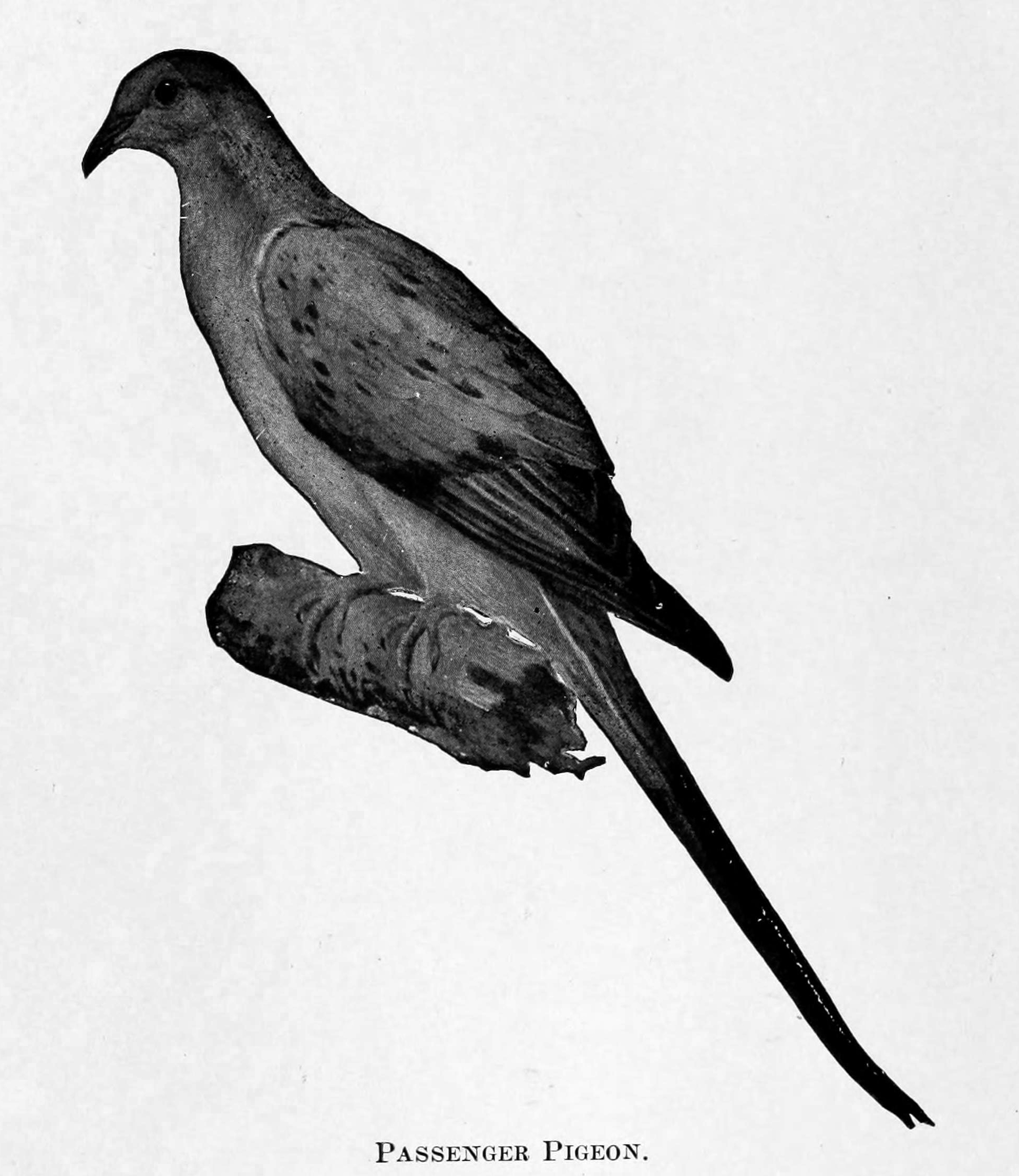
Рисунок живой особи авторства Чарльза Найта, 1903 год

К 1870-м годам падение численности птиц стало более заметным, особенно после обнаружения последних крупнейших гнездовий и последующего убоя миллионов птиц в 1874 и 1878 годах. К этому времени крупномасштабные гнездовья имелись только на севере, в районе Великих озёр. Последний раз крупное гнездовье было обнаружено в окрестностях Петоски в 1878 году (несколькими днями ранее ещё одно было обнаружено в Пенсильвании), где в течение почти пяти месяцев каждый день погибало 50 тысяч птиц. Уцелевшие взрослые особи повторно гнездились на новых местах, однако профессиональные охотники убивали их ещё до того, как вырастали птенцы. В 1880-х годах отмечались рассеянные гнездовья, при этом птицы стали осторожнее и обычно покидали свои гнёзда, если их преследовали.
Ко времени обнаружения этих последних гнездовий были приняты законы по защите странствующего голубя, однако они оказались неэффективными из-за нечётких формулировок и трудности в исполнении. Генри Руни, который был свидетелем забоя в Петоски, вёл кампанию по защите голубя, но встретил сопротивление и обвинения в том, что он преувеличивает серьёзность ситуации. Против некоторых отдельных нарушителей были возбуждены уголовные дела, которые не коснулись крупных предприятий. В 1857 году в Законодательное собрание штата Огайо был внесён законопроект по защите странствующего голубя, однако специальный комитет Сената штата подготовил отчёт, в котором утверждалось, что птица не нуждается в защите, будучи «удивительно плодовитой», и отвергалось предположение, что вид может исчезнуть. В 1870-е годы прошли общественные протесты против использования голубей для спортивной стрельбы, поскольку с птицами плохо обращались до и после таких соревнований. Законодательное собрание штата Мичиган приняло закон, запрещавший ловлю голубей сетью в радиусе 3 км от места гнездования. В 1897 году в Законодательное собрание штата Мичиган был внесён законопроект о запрете охоты на голубей на 10 лет. Аналогичные законодательные меры были приняты, а затем проигнорированы в Пенсильвании. Меры оказались тщетными, и уже к середине 1890-х годов голубь почти полностью исчез и, вероятно, вымер в дикой природе. До этого времени ещё оставались небольшие стаи, поскольку на рынках по-прежнему продавались тушки голубей. Затем сообщалось лишь о небольших группах или отдельных особях, многих из которых убивали на месте. Коммерческие охотники в прериях США переключились на заготовку другого массового перелётного вида, эскимосского кроншнепа, вскоре разделившего печальную судьбу странствующего голубя.

### Последние уцелевшие особи

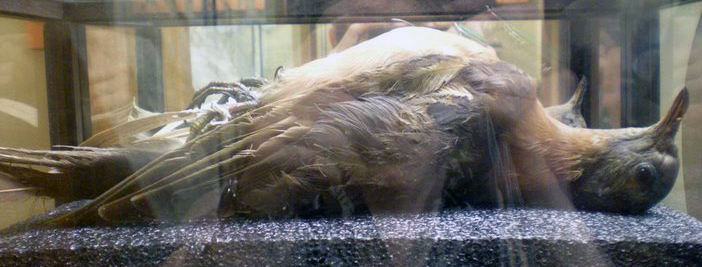
Баттонс, второй из последних диких голубей, зоопарк Цинциннати

Последние обнаруженные в дикой природе гнездо и яйцо были собраны в 1895 году недалеко от Миннеаполиса. В 1896 году в Луизиане в стае плачущих горлиц была обнаружена дикая особь, впоследствии застреленная. Многие более поздние сообщения считаются ошибочными, или в них говорилось о плачущих горлицах. Последние подтверждённые сообщения о диких странствующих голубях пришли из окрестностей Оукфорда 12 марта 1901 года, где убили самца, из которого сделали чучело, ныне находящееся в Милликанском университете в Декейтере. На чучело не обращали внимания вплоть до 2014 года, пока писатель Джоэль Гринберг, занимавшийся исследованиями для своей книги «A Feathered River Across the Sky», не обнаружил дату смерти птицы. Гринберг также сообщил об убитом самце 3 апреля 1902 года близ Лорел, из которого сделали испорченное впоследствии чучело.
В течение многих лет считалось, что последний дикий странствующий голубь был убит в округе Пайк 24 марта 1900 года мальчиком Прессом Клэйем Саусворсом (англ. Press Clay Southworth), который застрелил самку из пневматики. Мальчик не узнал птицу, однако его родители идентифицировали странствующего голубя и прислали его таксидермисту. Экспонат, получивший прозвище «Баттонс» за похожие на пуговицы глаза, был подарен семьёй Историческому обществу Огайо в 1915 году. Достоверность сообщений о встречах в Огайо, Иллинойсе, Индиане находится под вопросом. Президент США Теодор Рузвельт утверждал, что видел птицу в Мичигане в 1907 году. Орнитолог Александр Ветмор утверждал, что видел пару летящих птиц близ Индепенденса в апреле 1905 года. В 1910 году Американский орнитологический союз предложил награду в 3000 долларов за обнаружение гнезда.

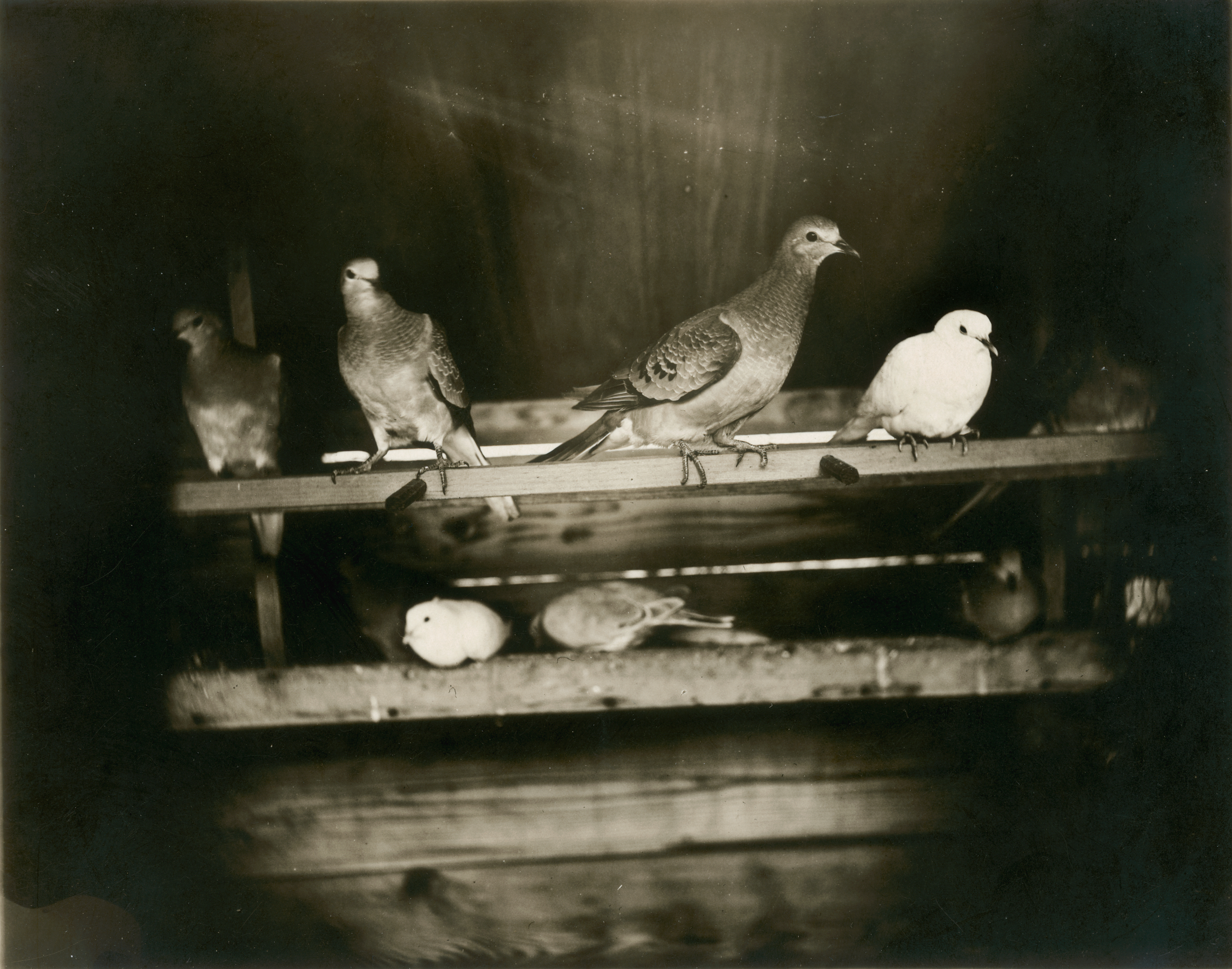
Вольер Уитмена со странствующими голубями и другими видами, 1896—1898 годы

Многие голуби в неволе содержались в эксплуатационных целях, хотя часть из них находилась в зоопарках и вольерах. Только Одюбон утверждал, что в 1830 году в Англию было доставлено 350 птиц, распределённых между многими знатными особами, а один голубь также был в Лондонском зоопарке. Пока странствующий голубь был распространённой птицей, особого интереса он не вызывал, однако всё изменилось в 1890-х годах, как только он стал редким. На рубеже XX века последних известных в неволе голубей разделили на три группы: в Милуоки, Чикаго и Цинциннати. По некоторым сообщениям, голуби содержались и в других местах, однако подтверждений найдено не было.
Милуокской группой владел Дэвид Уиттакер, начавший коллекционировать птиц в 1888 году; группа через несколько лет выросла до пятнадцати птиц, произошедших от одной пары. Чикагской группой владел Чарльз Отис Уитмен, начавший собирать коллекцию с голубей, купленных у Уиттакера в 1896 году. Он проявлял интерес к изучению этих птиц и держал странствующих голубей вместе с другими видами. Уитмен каждое лето в вагоне возил с собой голубей от Чикаго до Массачусетса. В 1897 году коллекционер купил всех птиц у Уиттакера (общее число странствующих голубей в чикагской группе достигло 19), а в 1898 году вернул Уиттакеру семь голубей. Примерно в то же время была проведено несколько фотосессий птиц Уитмена, после которых сохранилось 24 фотографии. Где, когда и кем были сделаны эти фото, точно неизвестно, возможно, что одна часть — в Чикаго в 1896 году, другая — в штате Массачусетс в 1898 году, а третья — Хаббардом. Часть этих фото освещалась различными СМИ, их копии ныне хранятся в Висконсинском историческом обществе. К 1902 году Уитмену принадлежало шестнадцать птиц. Его голуби откладывали большое количество яиц, из которых мало кто вылуплялся, а многие птенцы погибали. Газета провела расследование, согласно которому переставшей размножаться стае требовалась «свежая кровь». В 1907 году у Уитмена заболели и умерли две самки, а в вольере остались два бесплодных гибридных самца, чья дальнейшая судьба неизвестна. У Уиттакера оставалось четыре живых самца Уитмена, которые умерли в период с ноября 1908 по февраль 1909 года.

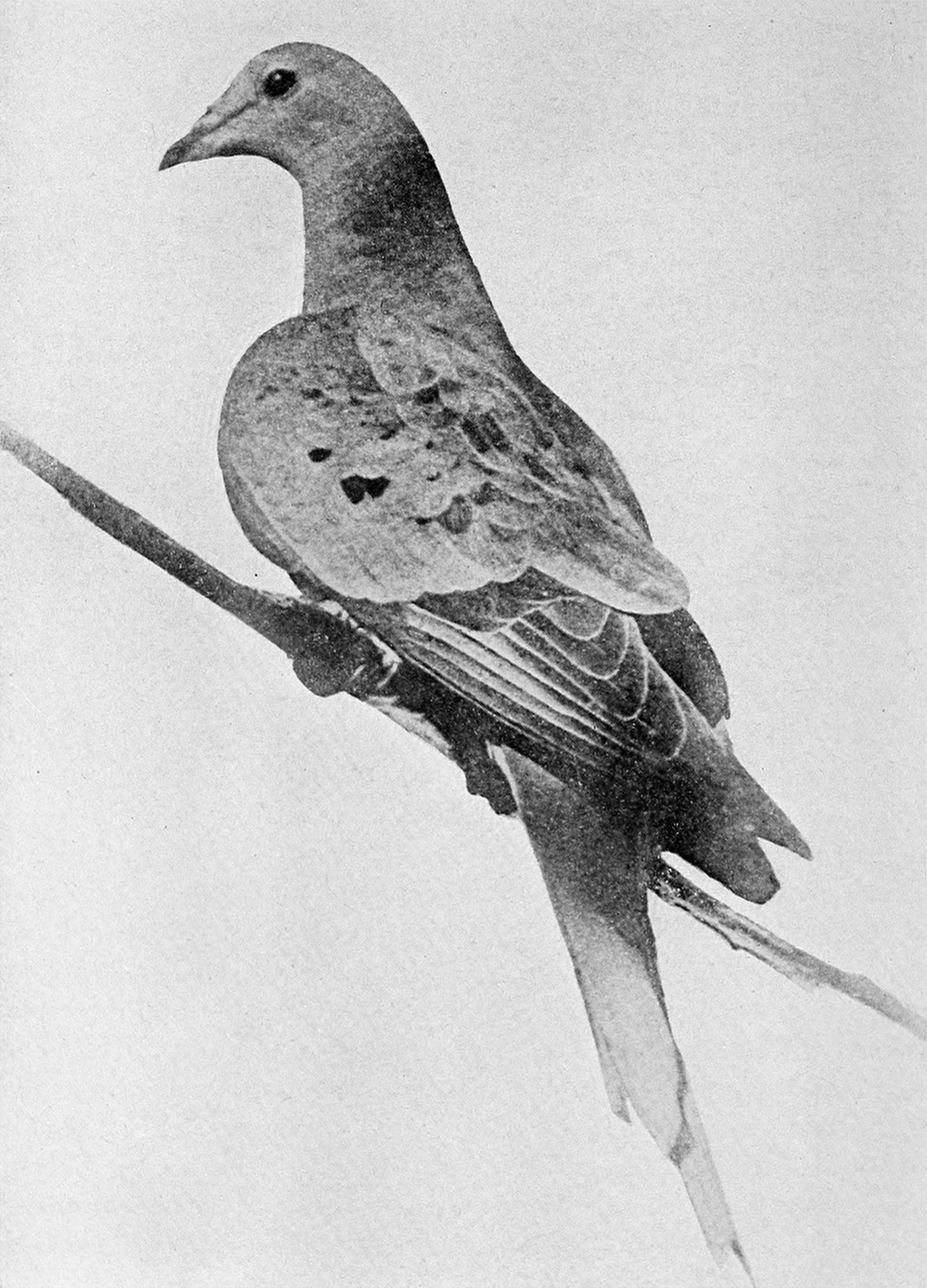
Марта, последний странствующий голубь, в 1912 году

В Цинциннати, в одном из старейших зоопарков США, странствующие голуби были с самого его основания в 1875 году. В клетке 10 × 12 футов содержалось более двадцати особей, позволяя посетителям поближе взглянуть на редких представителей местной фауны. Признавая факт снижения численности диких птиц, Уитмен и зоопарк Цинциннати постоянно боролись за размножение уцелевших особей, включая попытки высиживания сизым голубем яиц странствующего. В 1902 году Уитмен отдал самку странствующего голубя в зоопарк; возможно, что это была особь, позже ставшая известной как Марта, которая станет последним живым представителем вида. Другие источники утверждают, что Марта появилась на свет в зоопарке Цинциннати, прожила там 25 лет и была потомком трёх пар странствующих голубей, купленных зоопарком в 1877 году. В 1909 году Марта и её спутники-самцы в зоопарке Цинциннати остались единственными известными уцелевшими голубями. Один из них умер в апреле того же года, а 10 июля 1910 года — Джордж, последний оставшийся самец. Неизвестно, сохранились ли его останки. Вскоре Марта стала знаменитостью, поскольку она была последней в своём роде, а за нахождение самца предлагалась награда в размере 1000 долларов, что привлекло ещё больше посетителей. В течение последних четырёх лет одиночества (её клетка была 5,4 × 6 м) Марта стала медлительной и плохо двигалась. Она умерла от старости и была найдена бездыханной на полу своей клетки 1 сентября 1914 года. Согласно различным источникам, на момент смерти Марте было от 17 до 29 лет, хотя общепринятой цифрой является 29. Марту поместили в кусок льда и отправили в Смитсоновский институт, где её тело подверглось скальпированию, препарированию, фотосъёмке и экспонированию. Поскольку самка линяла перед смертью, из неё было трудно сделать чучело, а к её шкурке были добавлены ранее опавшие перья. Марта была на экспозиции в течение многих лет, пока её не убрали в музейное хранилище на неопределённое время, однако в 2015 году её вернули на место в Национальном музее естественной истории. На территории зоопарка Цинциннати установлена мемориальная статуя Марты, перед которой находится бывший птичник, где жила Марта, «Мемориальная избушка странствующего голубя» (англ. Passenger Pigeon Memorial Hut), ныне являющаяся национальным историческим памятником США. Между тем в клетке Марты в 1918 году умер последний представитель вымершего каролинского попугая по кличке «Инкус», его чучело находится в «Мемориальной избушке».

### Причины вымирания

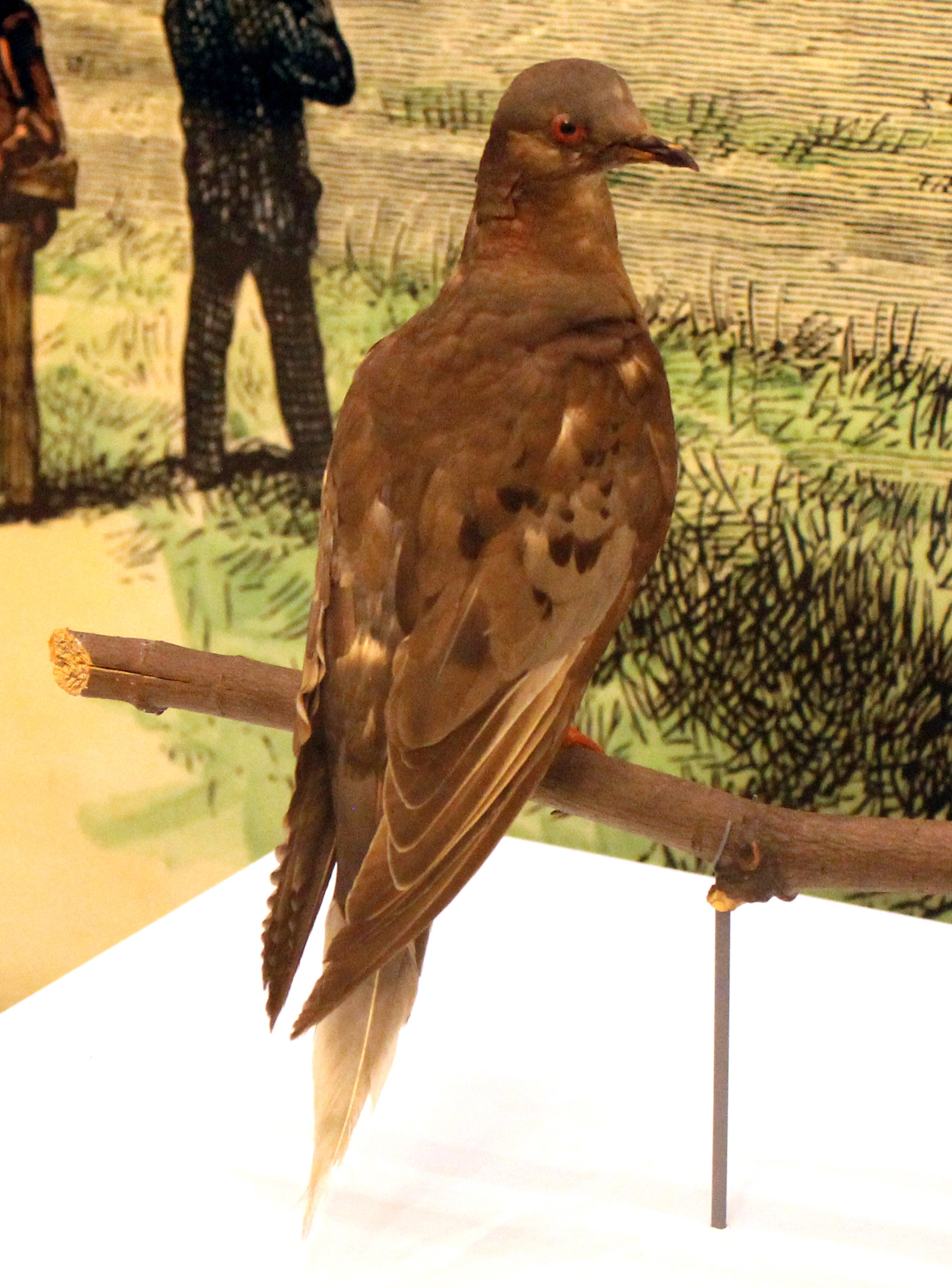
Марта в Смитсоновском музее, 2015 год

Основными причинами вымирания странствующего голубя стали масштабная, ничем не ограниченная охота, быстрое уничтожение человеком среды обитания и исключительно социальный, стайный и кочевой образ жизни птицы, сделавший её весьма уязвимой для первых двух факторов. Вырубка лесов была обусловлена необходимостью освободить землю под сельское хозяйство и расширение городов, а также спросом на древесину и топливо. Под сельское хозяйство с 1850 по 1910 год было расчищено примерно 728 000 км² территорий. Хотя в восточной части Северной Америки ещё остались большие лесные территории, поддерживающие местное биоразнообразие, их было недостаточно для сохранения огромных стай странствующих голубей. Для сравнения: для поддержания существования таких малочисленных одиночных и оседлых птиц, находящихся на грани вымирания, как новозеландские какапо и такахе, достаточно намного меньших охраняемых территорий. Совокупное воздействие интенсивной охоты и вырубки лесов, которые сравнили с «блицкригом» против странствующего голубя, привело к исчезновению, которое было признано одним из величайших и самых бессмысленных антропогенных вымираний в истории.

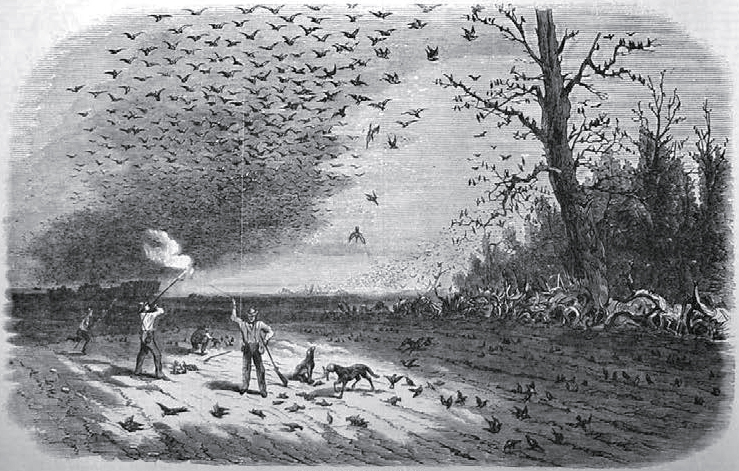
Отстрел голубей ради сохранения урожая в Айове, 1867 год

Исследование 2014 года о естественных колебаниях численности голубя до прибытия людей в США также показало, что вид регулярно испытывал резкие снижения численности, и было выдвинуто предположение, что одно из них, по-видимому, совпало с усилением человеческой деятельности в 1800-х годах, которое привело к стремительному сокращению численности и вымиранию вида. Подобный сценарий мог также объяснить быстрое исчезновение скалистой кобылки в то же время. Также предполагалось, что после того, как поредела бы популяция, паре или одиночным птицам стало бы тяжелее найти подходящие области кормления. Кроме того, в период размножения птиц массово убивали и сгоняли с гнёзд в гнездовых колониях, а многие птенцы оставались одни, прежде чем они могли заботиться о себе самостоятельно. Время от времени предлагались другие, малоубедительные факторы: массовые наводнения, болезнь Ньюкасла и миграции в районы вне обычного ареала.
Вымирание странствующего голубя вызвало всеобщий интерес к природоохранному движению, а его следствием стали новые законы и меры, защитившие многие другие виды от вымирания. Стремительное сокращение численности странствующего голубя повлияло на последующие методы оценки риска исчезновения популяций животных, находящихся в опасности. Международный союз охраны природы и природных ресурсов приводит странствующего голубя в качестве примера, когда вид, несмотря на его высокую численность, может находиться в «группе риска».

### Возможность воссоздания вида

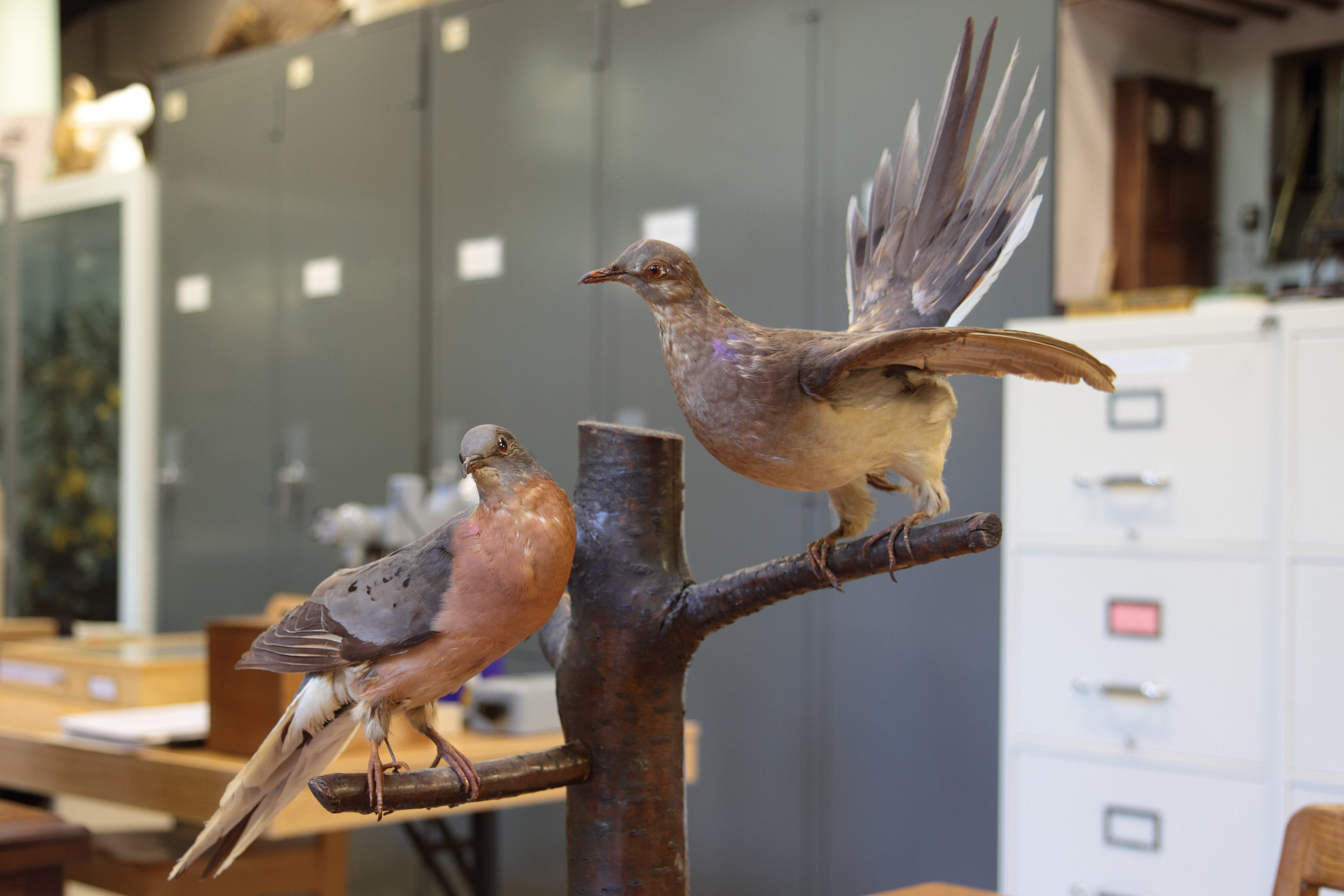
Чучела самца и самки в библиотеке Университета Лаваля

По всему миру хранится более 1532 чучел странствующих голубей, включая 16 скелетов. Высказывалось предложение по воскрешению странствующего голубя, основным принципом которого является использование генома этих экспонатов, однако из-за воздействия тепла и кислорода их ДНК разложились и имеют разорванную структуру. Американский генетик Джордж Чёрч предположил, что геном странствующего голубя можно реконструировать путём соединения фрагментов ДНК из разных образцов. Следующим шагом будет внедрение этих генов в стволовые клетки сизых (или полосатохвостых) голубей, которые затем пересадят в их яйцеклетку и сперму, а затем поместят в голубиные яйца. В результате в яйцах сизых голубей будут яйцеклетки странствующего голубя, оплодотворённые его же спермой. Полученное потомство в таком случае будет иметь черты странствующего голубя, и возможное дальнейшее разведение этих особей будет способствовать сохранению уникальных особенностей вымершего вида.
Общая идея воскрешения вымерших видов подвергается критике: необходимые средства могли бы быть потрачены на сохранение видов и мест обитания, находящихся под угрозой исчезновения. В случае странствующего голубя, поскольку он вёл социальный образ жизни, вряд ли можно создать достаточное количество птиц для полноценного возрождения, и неясно, хватит ли территорий с подходящей средой обитания для их реинтродукции. Кроме того, родители, которые будут выращивать клонированных голубей, будут принадлежать к другому виду со свойственной ему манерой поведения при выращивании птенцов.